# 夜のヒットスタジオ出演歌手一覧
夜のヒットスタジオ出演歌手一覧（よるのヒットスタジオしゅつえんかしゅいちらん）では、1968年11月4日から1990年10月3日までフジテレビ系列で生放送されていた音楽番組『夜のヒットスタジオ（夜のヒットスタジオDELUXE、及び同SUPERを含む）』に出演した歌手をその登場順に列記する。

## 前田武彦・芳村真理時代（1968,11 - 1973,9）
| 歌手名                                          | 初登場回 | 放送日         | 初登場時曲目                                                       |
| ----------------------------------------------- | -------- | -------------- | ------------------------------------------------------------------ |
| 島倉千代子                                      | 第1回    | 1968年11月4日  | 愛のさざなみ                                                       |
| 布施明                                          | 第1回    | 1968年11月4日  | 愛の香り                                                           |
| 美川憲一                                        | 第1回    | 1968年11月4日  | 釧路の夜                                                           |
| 小川知子                                        | 第1回    | 1968年11月4日  | 誰もいない処で                                                     |
| ピンキーとキラーズ                              | 第1回    | 1968年11月4日  | 恋の季節                                                           |
| 佐川満男                                        | 第1回    | 1968年11月4日  | 今は幸せかい                                                       |
| 中村晃子                                        | 第1回    | 1968年11月4日  | なげきの真珠                                                       |
| 黒木憲                                          | 第1回    | 1968年11月4日  | 花はまぼろし                                                       |
| 鶴岡雅義と東京ロマンチカ （レギュラー出演者）   | 第1回    | 1968年11月4日  | 旅路のひとよ                                                       |
| 加山雄三                                        | 第2回    | 1968年11月11日 | しのび逢い                                                         |
| 森進一                                          | 第2回    | 1968年11月11日 | 花と蝶                                                             |
| 園まり                                          | 第2回    | 1968年11月11日 | 泣きぬれて                                                         |
| 青江三奈                                        | 第2回    | 1968年11月11日 | 長崎ブルース                                                       |
| 千昌夫                                          | 第2回    | 1968年11月11日 | 青い月の恋                                                         |
| 畠山みどり                                      | 第2回    | 1968年11月11日 | 歌こそわが人生                                                     |
| 和田弘とマヒナスターズ                          | 第3回    | 1968年11月18日 | 私って駄目な女ね（大形久仁子とのデュエット）                       |
| 大形久仁子（現：内田あかり）                    | 第3回    | 1968年11月18日 | 私って駄目な女ね（マヒナスターズとのデュエット）                   |
| 田辺靖雄                                        | 第3回    | 1968年11月18日 | ララバイ東京                                                       |
| 黒沢明とロス・プリモス                          | 第3回    | 1968年11月18日 | 恋の銀座                                                           |
| 大木英夫・津山洋子                              | 第3回    | 1968年11月18日 | 雨の新宿                                                           |
| 水原弘                                          | 第4回    | 1968年11月25日 | 衝哭のブルース                                                     |
| 伊東ゆかり                                      | 第4回    | 1968年11月25日 | 朝のくちづけ                                                       |
| 中尾ミエ                                        | 第4回    | 1968年11月25日 | 淋しそうなあなた                                                   |
| バーブ佐竹                                      | 第4回    | 1968年11月25日 | 十勝川ブルース                                                     |
| 黛ジュン                                        | 第4回    | 1968年11月25日 | 夕月                                                               |
| 江夏圭介                                        | （不詳） | 1968年11月頃   | 新・初恋                                                           |
| 松尾和子                                        | 第5回    | 1968年12月2日  | 恋慕小唄                                                           |
| ロス・インディオス                              | 第5回    | 1968年12月2日  | 知りすぎたのね                                                     |
| 奥村チヨ                                        | 第6回    | 1968年12月9日  | 花になりたい                                                       |
| 高橋勝とコロラティーノ                          | 第6回    | 1968年12月9日  | 思案橋のひと                                                       |
| じゅん&ネネ                                     | 第6回    | 1968年12月9日  | 愛するってこわい                                                   |
| 泉アキ                                          | 第6回    | 1968年12月9日  | 想い出の夕焼け                                                     |
| 北島三郎                                        | 第7回    | 1968年12月16日 | 伊勢の女                                                           |
| 水前寺清子                                      | 第7回    | 1968年12月16日 | 三百六十五歩のマーチ                                               |
| 金井克子                                        | 第7回    | 1968年12月16日 | 恋のうちあけ                                                       |
| 冠二郎                                          | 第7回    | 1968年12月16日 | 命の女                                                             |
| 村田英雄                                        | 第8回    | 1968年12月23日 | 汐鳴                                                               |
| 橋幸夫                                          | 第8回    | 1968年12月23日 | 乙女川                                                             |
| 三田明                                          | 第8回    | 1968年12月23日 | タートルルックのいかす奴                                           |
| 西城健                                          | 第8回    | 1968年12月23日 | 女ですもの                                                         |
| 西田佐知子                                      | 第9回    | 1968年12月30日 | あの人に逢ったら                                                   |
| 梓みちよ                                        | 第9回    | 1968年12月30日 | 愛せないの                                                         |
| 田端義夫                                        | 第10回   | 1969年1月6日   | ねんねん船唄                                                       |
| ザ・ピーナッツ                                  | 第10回   | 1969年1月6日   | ガラスの城                                                         |
| 松原智恵子                                      | 第10回   | 1969年1月6日   | ブルー・レディー                                                   |
| 三島敏夫                                        | 第11回   | 1969年1月13日  | 女って可愛いね                                                     |
| 舟木一夫                                        | 第12回   | 1969年1月20日  | 青春の鐘                                                           |
| ロミ・山田                                      | 第12回   | 1969年1月20日  | そんな目をしないで                                                 |
| 英亜里                                          | 第12回   | 1969年1月20日  | 花の手拍子                                                         |
| 久美かおり                                      | 第12回   | 1969年1月20日  | 愛の小鳥                                                           |
| 春日八郎                                        | 第13回   | 1969年1月27日  | 若狭生れ                                                           |
| 菅原洋一                                        | 第13回   | 1969年1月27日  | 潮風の中で                                                         |
| ザ・キングトーンズ                              | 第14回   | 1969年2月3日   | グッド・ナイト・ベイビー                                           |
| こまどり姉妹                                    | 第14回   | 1969年2月3日   | 石狩川                                                             |
| フランク永井                                    | 第15回   | 1969年2月10日  | 恋のロマネスク                                                     |
| 麻里圭子                                        | 第15回   | 1969年2月10日  | 月影のランデブー                                                   |
| 矢吹健                                          | 第16回   | 1969年2月17日  | 私にだって                                                         |
| いしだあゆみ                                    | 第17回   | 1969年2月24日  | ブルー・ライト・ヨコハマ                                           |
| 都はるみ                                        | 第17回   | 1969年2月24日  | 好きになった人                                                     |
| 倍賞美津子                                      | 第18回   | 1969年3月3日   | 星屑の夜                                                           |
| はしだのりひことシューベルツ                    | 第18回   | 1969年3月3日   | 風                                                                 |
| 梢みわ                                          | 第19回   | 1969年3月10日  | 涙をどうぞ                                                         |
| ひまわり姉妹                                    | 第19回   | 1969年3月10日  | 今年も来ました渡り鳥                                               |
| ダークダックス                                  | 第20回   | 1969年3月17日  | （不詳）                                                           |
| 木の実ナナ                                      | 第20回   | 1969年3月17日  | しかたがないんだもん                                               |
| 伊東きよ子                                      | 第21回   | 1969年3月24日  | 見知らぬ世界                                                       |
| 吉永小百合                                      | 第22回   | 1969年3月31日  | 愛ある限り                                                         |
| 香月サコ・ユキ&ミチ                             | 第22回   | 1969年3月31日  | 愛かしら恋かしら                                                   |
| 河野みどり                                      | （不詳） | 1969年3月頃    | 切ない恋のブルース                                                 |
| 高田恭子                                        | 第24回   | 1969年4月14日  | みんな夢の中                                                       |
| 坂本九                                          | 第25回   | 1969年4月21日  | おねがいです                                                       |
| 内山田洋とクール・ファイブ                      | 第25回   | 1969年4月21日  | 長崎は今日も雨だった                                               |
| 浅尾千亜紀                                      | 第26回   | 1969年4月28日  | 信じられないの                                                     |
| ビリーバンバン                                  | 第27回   | 1969年5月5日   | 白いブランコ                                                       |
| 愛川みさ                                        | 第27回   | 1969年5月5日   | 誰にも云わないで                                                   |
| 由紀さおり                                      | 第29回   | 1969年5月19日  | 夜明けのスキャット                                                 |
| カルメン・マキ                                  | 第29回   | 1969年5月19日  | 時には母のない子のように                                           |
| 箱崎晋一郎                                      | 第29回   | 1969年5月19日  | 熱海の夜                                                           |
| ヒデとロザンナ                                  | 第31回   | 1969年6月2日   | 粋なうわさ                                                         |
| 浜百合子                                        | 第31回   | 1969年6月2日   | 白い花が散った                                                     |
| 和田アキ子                                      | 第32回   | 1969年6月9日   | どしゃ降りの雨の中で                                               |
| 佐良直美                                        | 第34回   | 1969年6月23日  | ギターのような女の子                                               |
| 川奈ミキ                                        | 第35回   | 1969年6月30日  | 花は泣いている                                                     |
| ハナ肇とクレイジーキャッツ                      | 第36回   | 1969年7月7日   | あんた                                                             |
| 森山良子                                        | 第36回   | 1969年7月7日   | 禁じられた恋                                                       |
| ザ・ドリフターズ                                | 第37回   | 1969年7月14日  | ミヨちゃん                                                         |
| 上月晃                                          | 第37回   | 1969年7月14日  | ク・クル・ク・ク・パロマ                                           |
| 九重佑三子                                      | 第38回   | 1969年7月21日  | 高校時代                                                           |
| 扇ひろ子                                        | 第38回   | 1969年7月21日  | 仁義                                                               |
| ザ・キャラクターズ                              | 第38回   | 1969年7月21日  | 港町シャンソン                                                     |
| 山田太郎                                        | 第39回   | 1969年7月28日  | 人妻                                                               |
| 勝新太郎                                        | 第40回   | 1969年8月4日   | ごめんね坊や 座頭市                                                |
| ちあきなおみ                                    | 第40回   | 1969年8月4日   | 雨に濡れた慕情                                                     |
| 千田浩二（大船渡）                              | 第40回   | 1969年8月4日   | 男の海                                                             |
| 坂本スミ子                                      | 第41回   | 1969年8月11日  | 私もうイヤよ                                                       |
| 新谷のり子                                      | 第41回   | 1969年8月11日  | フランシーヌの場合                                                 |
| 高岡健二                                        | 第43回   | 1969年8月25日  | あの日渚で                                                         |
| ジュディ・オング                                | 第44回   | 1969年9月1日   | ブラック・パール                                                   |
| 谷隼人                                          | 第44回   | 1969年9月1日   | 薔薇と皮ジャン                                                     |
| 弘田三枝子                                      | 第45回   | 1969年9月8日   | 人形の家                                                           |
| 小川ローザ                                      | 第45回   | 1969年9月8日   | 風が落とした涙                                                     |
| カサノバ7（カサノバ・セッテ）                   | 第45回   | 1969年9月8日   | 夜の柳ヶ瀬                                                         |
| 伊吹二郎                                        | 第45回   | 1969年9月8日   | いのちの女                                                         |
| 江利チエミ                                      | 第46回   | 1969年9月15日  | この雨に濡れて                                                     |
| 浅丘ルリ子                                      | 第46回   | 1969年9月15日  | 愛の化石                                                           |
| トワ・エ・モワ                                  | 第46回   | 1969年9月15日  | 美しい誤解                                                         |
| 斎条史朗                                        | 第46回   | 1969年9月15日  | 夜の銀狐                                                           |
| 渚二郎とルナ・ジェーナ                          | 第46回   | 1969年9月15日  | 女ですもの                                                         |
| ブルーベル・シンガーズ                          | 第48回   | 1969年9月29日  | 昭和ブルース                                                       |
| 岸洋子                                          | 第49回   | 1969年10月6日  | 或る夜のブルース                                                   |
| 北の富士勝昭                                    | 第49回   | 1969年10月6日  | 君を慕いて                                                         |
| 渡哲也                                          | 第50回   | 1969年10月13日 | ギターと旅びと                                                     |
| ザ・タイガース                                  | 第51回   | 1969年10月20日 | Smile For Me                                                       |
| 藤巻潤                                          | 第51回   | 1969年10月20日 | ポルトガルはヨーロッパの果て                                       |
| 石原裕次郎                                      | 第52回   | 1969年10月27日 | 港町 涙町 別れ町 君恋し                                            |
| 中山千夏                                        | 第52回   | 1969年10月27日 | あなたの心に                                                       |
| 井上ひとみとフォーメイツ                        | 第52回   | 1969年10月27日 | 私のルナルナ                                                       |
| ジャッキー吉川とブルーコメッツ                  | 第53回   | 1969年11月3日  | 海辺の石段                                                         |
| ザ・ワイルドワンズ                              | 第54回   | 1969年11月10日 | あの頃                                                             |
| 竹脇無我                                        | 第56回   | 1969年11月24日 | 昔はすてろよ                                                       |
| 沢村忠                                          | 第56回   | 1969年11月24日 | いかす街だぜ                                                       |
| 林マキ                                          | 第56回   | 1969年11月24日 | なっとくのブルース                                                 |
| 大下八郎                                        | （不詳） | 1969年11月頃   | よしきりの宿                                                       |
| 森田健作                                        | 第57回   | 1969年12月1日  | あの時君は天使だった                                               |
| ピーター                                        | 第57回   | 1969年12月1日  | 夜と朝のあいだに                                                   |
| 大竜二（現：森本英世）                          | 第57回   | 1969年12月1日  | 花街ブルース                                                       |
| 加藤登紀子                                      | 第58回   | 1969年12月8日  | ひとり寝の子守唄                                                   |
| 辺見マリ                                        | 第58回   | 1969年12月8日  | ダニエル・モナムール                                               |
| Kとブルンネン                                   | 第58回   | 1969年12月8日  | 恋人たちの舗道                                                     |
| 岡田眞澄                                        | 第59回   | 1969年12月15日 | （不詳）                                                           |
| 西郷輝彦                                        | 第59回   | 1969年12月15日 | 静かに静かに                                                       |
| 藤圭子                                          | 第59回   | 1969年12月15日 | 新宿の女                                                           |
| オズモンド・ブラザーズ                          | 第60回   | 1969年12月22日 | 黒ネコのタンゴ                                                     |
| アン真理子                                      | 第60回   | 1969年12月22日 | 悲しみは駈足でやってくる                                           |
| ザ・スパイダース                                | 第62回   | 1970年1月5日   | そして今は                                                         |
| 野平ミカ                                        | 第62回   | 1970年1月5日   | 今日は昨日の明日だよ                                               |
| 松方弘樹                                        | 第63回   | 1970年1月12日  | 眠狂四郎の唄                                                       |
| ジェリー藤尾                                    | 第63回   | 1970年1月12日  | ここは赤坂別れ坂                                                   |
| 千賀かほる                                      | 第63回   | 1970年1月12日  | 真夜中のギター                                                     |
| ベッツィ&クリス                                 | 第64回   | 1970年1月19日  | 白い色は恋人の色                                                   |
| 岡田恭子                                        | 第64回   | 1970年1月19日  | 予約                                                               |
| 山岸英樹とサムソナイツ                          | 第64回   | 1970年1月19日  | こころがわり                                                       |
| フォーリーブス                                  | 第65回   | 1970年1月26日  | 若者は旅をつづける                                                 |
| 加藤和彦                                        | 第66回   | 1970年2月2日   | ぼくのそばにおいでよ                                               |
| アントニオ古賀                                  | 第66回   | 1970年2月2日   | 新妻鏡                                                             |
| 大谷直子                                        | 第67回   | 1970年2月9日   | （不詳）                                                           |
| 三田佳子                                        | 第68回   | 1970年2月16日  | 白い大理石                                                         |
| 佐久間浩二                                      | 第68回   | 1970年2月16日  | まぼろしのブルース                                                 |
| 月亭可朝                                        | 第69回   | 1970年2月23日  | 嘆きのボイン                                                       |
| 小山ルミ                                        | 第69回   | 1970年2月23日  | ひとりぼっちのレモンティー                                         |
| 加島美抄                                        | 第69回   | 1970年2月23日  | ヨコハマの女                                                       |
| 加橋かつみ                                      | （不詳） | 1970年2月頃    | 花の世界                                                           |
| 沢田研二                                        | 第70回   | 1970年3月2日   | 君を許す                                                           |
| 美樹克彦                                        | 第70回   | 1970年3月2日   | 貴方が選んだ僕だから                                               |
| 姿憲子                                          | 第70回   | 1970年3月2日   | 姿三四郎                                                           |
| 黒澤久雄                                        | 第71回   | 1970年3月9日   | 二人だけの世界                                                     |
| 吉沢京子                                        | 第71回   | 1970年3月9日   | 幸せってなに?                                                      |
| 森山加代子                                      | 第72回   | 1970年3月16日  | 白い蝶のサンバ                                                     |
| 団次郎（現：団時朗）                            | 第73回   | 1970年3月23日  | 甘い予感                                                           |
| 土居まさる                                      | 第74回   | 1970年3月30日  | カレンダー                                                         |
| 岡崎友紀                                        | 第75回   | 1970年4月6日   | しあわせの涙                                                       |
| 北野ルミ                                        | 第76回   | 1970年4月13日  | ギターのように愛されたい                                           |
| 千葉真一                                        | 第78回   | 1970年4月27日  | 俺たちに墓はないから                                               |
| 雪村いづみ                                      | 第79回   | 1970年5月4日   | おんなの街                                                         |
| 岡田可愛                                        | 第79回   | 1970年5月4日   | わたし、癖になってしまったの                                       |
| 桜木健一                                        | 第80回   | 1970年5月11日  | 恋はうそつき                                                       |
| ルートNo.1                                      | 第80回   | 1970年5月11日  | 恋の手ほどき                                                       |
| 市川瑛子                                        | 第80回   | 1970年5月11日  | しあわせの色は                                                     |
| 瀬川瑛子                                        | 第81回   | 1970年5月18日  | 長崎の夜はむらさき                                                 |
| ジミー・オズモンド                              | 第82回   | 1970年5月25日  | My Little Darling（ちっちゃな恋人）                                |
| 浜恵子                                          | 第83回   | 1970年6月1日   | 愛の信条                                                           |
| 左卜全とひまわりキティーズ                      | 第84回   | 1970年6月8日   | 老人と子供のポルカ                                                 |
| 坂上二郎                                        | 第84回   | 1970年6月8日   | ワン・ナイト・新宿                                                 |
| ジョイベルス東京                                | 第84回   | 1970年6月8日   | わが青春に悔いなし                                                 |
| 永田カツコ                                      | 第84回   | 1970年6月8日   | 人生手おくれよ                                                     |
| 黒沢年男（現：黒沢年雄）                        | 第85回   | 1970年6月15日  | 燃える旅路                                                         |
| 木元泉・大橋巨泉とザ・サラブレッツ              | 第87回   | 1970年6月29日  | お願いがあるの                                                     |
| 由美かおる                                      | 第89回   | 1970年7月13日  | 二人の朝を                                                         |
| ザ・テンプターズ                                | 第90回   | 1970年7月20日  | 出来るかい?出来るかい?                                             |
| 山岡浩二                                        | 第91回   | 1970年7月27日  | 旅情・上諏訪のひと                                                 |
| ザ・ヴィレッジシンガーズ                        | 第92回   | 1970年8月3日   | 六本木の雨の中で                                                   |
| にしきのあきら（現：錦野旦）                    | 第93回   | 1970年8月10日  | もう恋なのか                                                       |
| 可愛和美                                        | 第93回   | 1970年8月10日  | 可愛い女になりたい                                                 |
| 丸山明宏（現：美輪明宏）                        | 第94回   | 1970年8月17日  | むらさき小唄                                                       |
| 日吉ミミ                                        | 第94回   | 1970年8月17日  | 男と女のお話                                                       |
| 森本和子                                        | 第95回   | 1970年8月24日  | 酔いどれ女の流れ歌                                                 |
| ザ・ゴールデンハーフ                            | 第96回   | 1970年8月31日  | 黄色いサクランボ                                                   |
| 克美しげる                                      | 第96回   | 1970年8月31日  | 男だって泣くさ                                                     |
| 胡浜三郎                                        | 第96回   | 1970年8月31日  | 女のいのち                                                         |
| 藤純子（現：富司純子）                          | 第97回   | 1970年9月7日   | おんなの命                                                         |
| 篠ヒロコ（現：篠ひろ子）                        | 第97回   | 1970年9月7日   | 悪い遊び                                                           |
| 望月浩                                          | 第97回   | 1970年9月7日   | 機嫌を直してもう一度                                               |
| 倍賞千恵子                                      | 第98回   | 1970年9月14日  | 私をどうするの                                                     |
| てんぷくトリオ （三波伸介・戸塚睦夫・伊東四朗） | 第98回   | 1970年9月14日  | わしらの夢は夜ひらく                                               |
| 亜里ひろみ                                      | 第98回   | 1970年9月14日  | 湖畔のブルース                                                     |
| 大門節子                                        | 第98回   | 1970年9月14日  | 花が散るから                                                       |
| ドンキーカルテット                              | （不詳） | 1970年9月頃    | ドンキーの唄あそび                                                 |
| 藤岡琢也                                        | 第101回  | 1970年10月5日  | 人生わらべ唄                                                       |
| 酒井和歌子                                      | 第101回  | 1970年10月5日  | 瀬戸の夕焼け                                                       |
| 前田美波里                                      | 第102回  | 1970年10月12日 | いいことばかりないわ                                               |
| 朝丘雪路                                        | 第105回  | 1970年11月2日  | 雨がやんだら                                                       |
| 和田浩治                                        | 第105回  | 1970年11月2日  | 小さなあやまち                                                     |
| 石田ゆり                                        | 第105回  | 1970年11月2日  | 悲しみのアリア                                                     |
| 野村真樹（現：野村将希）                        | 第106回  | 1970年11月9日  | 一度だけなら                                                       |
| 皆川おさむ                                      | 第106回  | 1970年11月9日  | 黒ネコのタンゴ                                                     |
| ソルティ・シュガー                              | 第108回  | 1970年11月23日 | 走れコウタロー                                                     |
| 北玲子                                          | （不詳） | 1970年11月頃   | 女の手形                                                           |
| 小松みどり                                      | 第110回  | 1970年12月7日  | 唇が泣いてる                                                       |
| 北大路欣也                                      | 第111回  | 1970年12月14日 | 矢は放たれた                                                       |
| 井上順                                          | 第111回  | 1970年12月14日 | 人生はそんなくり返し                                               |
| 那智わたる                                      | 第112回  | 1970年12月21日 | ためらいながら                                                     |
| ジ・アーズ                                      | 第112回  | 1970年12月21日 | 長崎ごころ                                                         |
| 美空ひばり                                      | 第113回  | 1970年12月28日 | 愁い酒                                                             |
| 児島美ゆき                                      | 第114回  | 1971年1月4日   | どういうわけか                                                     |
| 和泉雅子                                        | 第115回  | 1971年1月11日  | 私はジュリエット                                                   |
| 安倍律子（現：安倍里葎子）                      | 第115回  | 1971年1月11日  | 愛でくるんだ言訳                                                   |
| 渚ゆう子                                        | 第116回  | 1971年1月18日  | 京都慕情                                                           |
| ペギー・マーチ                                  | 第119回  | 1971年2月8日   | ある愛の詩                                                         |
| PYG                                             | 第119回  | 1971年2月8日   | Black Night（ディープ・パープルのカバー）                          |
| 南有二とフルセイルズ                            | 第119回  | 1971年2月8日   | おんな占い                                                         |
| 小林旭                                          | 第121回  | 1971年2月22日  | ついてくるかい                                                     |
| 渥美マリ                                        | 第121回  | 1971年2月22日  | いいものあげる                                                     |
| 浜田光夫                                        | 第122回  | 1971年3月1日   | 銀座の恋の物語                                                     |
| 天童よしみ                                      | 第123回  | 1971年3月8日   | 風が吹く                                                           |
| 松平直樹とブルーロマン                          | 第123回  | 1971年3月8日   | 明日があるから                                                     |
| 松平マリ子                                      | 第123回  | 1971年3月8日   | （不詳）                                                           |
| 鶴田浩二                                        | 第124回  | 1971年3月15日  | 傷だらけの人生                                                     |
| 藤三郎                                          | 第125回  | 1971年3月22日  | 東京流れ唄                                                         |
| 松島トモ子                                      | 第126回  | 1971年3月29日  | コーヒーと小犬                                                     |
| 財津一郎                                        | 第127回  | 1971年4月5日   | （不詳）                                                           |
| 守屋浩                                          | 第129回  | 1971年4月19日  | 銀座の子守唄                                                       |
| タローとアルファベッツ                          | 第129回  | 1971年4月19日  | ふるさと                                                           |
| 杉慎吾                                          | 第129回  | 1971年4月19日  | 夜の花びら                                                         |
| 真帆志ぶき                                      | 第130回  | 1971年4月26日  | ドント・メイク・ミー・オーヴァー                                   |
| 平浩二                                          | 第130回  | 1971年4月26日  | おんなは女                                                         |
| ダニエル・ビダル                                | 第131回  | 1971年5月3日   | La Chanson De Mon Bonheur（恋のささやき）                          |
| 北原ミレイ                                      | 第131回  | 1971年5月3日   | 棄てるものがあるうちはいい                                         |
| 大信田礼子                                      | 第131回  | 1971年5月3日   | 女はそれを我慢できない                                             |
| 堺正章                                          | 第132回  | 1971年5月10日  | さらば恋人                                                         |
| あおい輝彦                                      | 第132回  | 1971年5月10日  | 二人の世界                                                         |
| 伊藤素道とリリオ・リズム・エアーズ              | 第132回  | 1971年5月10日  | お玉杓子は蛙の子                                                   |
| 城健二                                          | 第133回  | 1971年5月17日  | おんな町哀歌                                                       |
| 小柳ルミ子                                      | 第134回  | 1971年5月24日  | わたしの城下町                                                     |
| 尾崎紀世彦                                      | 第135回  | 1971年5月31日  | また逢う日まで                                                     |
| はしだのりひことクライマックス                  | 第136回  | 1971年6月7日   | ふたりだけの旅                                                     |
| 杉直人                                          | 第136回  | 1971年6月7日   | 女生きる                                                           |
| ナーダ                                          | 第137回  | 1971年6月14日  | 恋のジプシー                                                       |
| 五木ひろし                                      | 第138回  | 1971年6月21日  | よこはま・たそがれ                                                 |
| 南こうせつとかぐや姫                            | 第138回  | 1971年6月21日  | ひとり寝のかぐや姫                                                 |
| ヘドバとダビデ                                  | 第139回  | 1971年6月28日  | ナオミの夢                                                         |
| 研ナオコ                                        | 第140回  | 1971年7月5日   | 大都会のやさぐれ女                                                 |
| 東京ぼん太                                      | 第140回  | 1971年7月5日   | 俺がやらなきゃ誰がやる                                             |
| 里見洋と一番星                                  | 第140回  | 1971年7月5日   | 新・盛り場ブルース                                                 |
| 平山三紀（現：平山みき）                        | 第142回  | 1971年7月19日  | 真夏の出来事                                                       |
| 千葉紘子                                        | 第143回  | 1971年7月26日  | 恋する女に悔いはない                                               |
| 紀比呂子                                        | 第144回  | 1971年8月2日   | 二人だけの約束                                                     |
| ザ・シュークリーム                              | 第144回  | 1971年8月2日   | 恋の五ヶ条                                                         |
| 敏いとうとハッピー&ブルー                       | 第145回  | 1971年8月9日   | 可愛い女                                                           |
| 野路由紀子                                      | 第145回  | 1971年8月9日   | 私が生まれて育ったところ                                           |
| 別所夏子                                        | 第145回  | 1971年8月9日   | 土曜日の午後は悲しくて                                             |
| スーザン・ノザキ                                | 第147回  | 1971年8月23日  | おんなの時間                                                       |
| はずきみえ                                      | 第148回  | 1971年8月30日  | 放浪                                                               |
| 三波伸介                                        | 第149回  | 1971年9月6日   | シンスケさんてほんとうにえらいのね （自分で自分をほめる歌パート1） |
| 仲雅美                                          | 第151回  | 1971年9月20日  | ポーリュシュカ・ポーレ                                             |
| 杉良太郎                                        | 第152回  | 1971年9月27日  | たとえば“愛”                                                       |
| 野口五郎                                        | 第152回  | 1971年9月27日  | 青いリンゴ                                                         |
| 大木英夫・二宮善子                              | 第153回  | 1971年10月4日  | あなたとわたしの街だから                                           |
| 杏真理子                                        | 第153回  | 1971年10月4日  | さだめのように川は流れる                                           |
| 白川奈美                                        | 第154回  | 1971年10月11日 | 遠くはなれて子守唄                                                 |
| 湯原昌幸                                        | 第155回  | 1971年10月18日 | 雨のバラード                                                       |
| 欧陽菲菲                                        | 第156回  | 1971年10月25日 | 雨の御堂筋                                                         |
| 西來路ひろみ                                    | 第156回  | 1971年10月25日 | 波止場                                                             |
| 天地真理                                        | 第157回  | 1971年11月1日  | 水色の恋                                                           |
| 南沙織                                          | 第157回  | 1971年11月1日  | 潮風のメロディ                                                     |
| 三沢あけみ                                      | 第157回  | 1971年11月1日  | 島ぶえ                                                             |
| 五十嵐じゅん（現：五十嵐淳子）                  | 第157回  | 1971年11月8日  | ちいさな初恋                                                       |
| 発地伸夫                                        | 第158回  | 1971年11月8日  | 恋人になってあげよう                                               |
| かずみあい                                      | 第160回  | 1971年11月22日 | 恋おんな                                                           |
| 平田隆夫とセルスターズ                          | 第163回  | 1971年12月20日 | 悪魔がにくい                                                       |
| 君夕子                                          | 第163回  | 1971年12月20日 | 朝の停車場                                                         |
| シモンズ                                        | 第165回  | 1972年1月3日   | ふり向かないで                                                     |
| 本郷直樹                                        | 第165回  | 1972年1月3日   | 恋のときめき                                                       |
| 古城都                                          | 第171回  | 1972年2月7日   | 愛があれば                                                         |
| 鹿内孝                                          | 第172回  | 1972年2月14日  | 本牧メルヘン                                                       |
| 朱里エイコ                                      | 第176回  | 1972年3月13日  | 北国行きで                                                         |
| 大石吾朗                                        | 第177回  | 1972年3月20日  | 花のある坂道                                                       |
| 浜村美智子                                      | 第176回  | 1972年3月13日  | 黄色いシャツ                                                       |
| 牧葉ユミ                                        | 第182回  | 1972年4月24日  | 回転木馬                                                           |
| ペドロ&カプリシャス                             | 第183回  | 1972年5月1日   | さようならの紅いバラ                                               |
| 李朱郎                                          | 第183回  | 1972年5月1日   | あの人はいま札幌                                                   |
| 青い三角定規                                    | 第184回  | 1972年5月8日   | 太陽がくれた季節                                                   |
| 伊丹幸雄                                        | 第186回  | 1972年5月22日  | 青い麦                                                             |
| 入江魔子                                        | （不詳） | 1972年5月頃    | あのひと二人づれ                                                   |
| 加納エリ子                                      | （不詳） | 1972年5月頃    | 汽笛が泣いている                                                   |
| 山本リンダ                                      | 第190回  | 1972年6月19日  | どうにもとまらない                                                 |
| 千葉マリア                                      | 第191回  | 1972年6月26日  | 恋は波まかせ                                                       |
| 上條恒彦                                        | 第192回  | 1972年7月3日   | あなたがいれば                                                     |
| 山口いづみ                                      | 第192回  | 1972年7月3日   | 緑の季節                                                           |
| 原美登利                                        | 第194回  | 1972年7月17日  | 小麦色の少年                                                       |
| あがた森魚                                      | 第195回  | 1972年7月24日  | 赤色エレジー                                                       |
| 岸部シロー                                      | 第195回  | 1972年7月24日  | ポケナン・ポケタン・ポケット                                       |
| チェリッシュ                                    | 第196回  | 1972年7月31日  | ひまわりの小径                                                     |
| 三善英史                                        | 第196回  | 1972年7月31日  | 雨                                                                 |
| 萩原健一                                        | 第197回  | 1972年8月7日   | ブルージンの子守唄                                                 |
| 森昌子                                          | 第198回  | 1972年8月14日  | せんせい                                                           |
| 麻丘めぐみ                                      | 第199回  | 1972年8月21日  | 芽ばえ                                                             |
| 石橋正次                                        | 第201回  | 1972年9月4日   | 雪国へおいで                                                       |
| 奈良富士子                                      | 第201回  | 1972年9月4日   | はだしの女の子                                                     |
| 恵美（ファ・ミー）                              | 第203回  | 1972年9月18日  | 犯ちは一度だけ                                                     |
| 亜木ジュン子                                    | 第204回  | 1972年9月25日  | さよならの街角                                                     |
| 大和田伸也                                      | 第205回  | 1972年10月2日  | 友よ                                                               |
| 牧村三枝子                                      | 第205回  | 1972年10月2日  | 少女は大人になりました                                             |
| 沖雅也                                          | 第208回  | 1972年10月23日 | 君と二人で                                                         |
| 森田由美恵（森田恵子）                          | 第211回  | 1972年11月13日 | 潮風の吹く町                                                       |
| グラスロード                                    | 第213回  | 1972年11月27日 | 君は今青春                                                         |
| 西城秀樹                                        | 第214回  | 1972年12月4日  | チャンスは一度                                                     |
| つなき&みどり （三原綱木・田代みどり）          | 第214回  | 1972年12月4日  | 愛の挽歌                                                           |
| 郷ひろみ                                        | 第217回  | 1972年12月25日 | 小さな体験                                                         |
| 宮史郎とぴんからトリオ                          | 第217回  | 1972年12月25日 | 女のみち                                                           |
| アグネス・チャン                                | 第218回  | 1973年1月1日   | ひなげしの花                                                       |
| フォー・クローバーズ                            | 第222回  | 1973年1月29日  | 冬物語                                                             |
| 中川レオ                                        | 第227回  | 1973年3月5日   | かもねぎ音頭                                                       |
| 小川みき                                        | 第230回  | 1973年3月26日  | 小さな過去                                                         |
| 愛田健二                                        | 第231回  | 1973年4月2日   | 裏町酒場                                                           |
| 山下雄三                                        | 第231回  | 1973年4月2日   | 荒野の果てに                                                       |
| ZOO                                             | 第234回  | 1973年4月23日  | ふたり物語                                                         |
| あおい健（現：田中健）                          | 第235回  | 1973年4月30日  | 君こそ奇跡                                                         |
| キャシー中島                                    |          | 1973年4月頃    | 涙のドレス                                                         |
| 栗田ひろみ                                      | 第236回  | 1973年5月7日   | 太陽のくちづけ                                                     |
| 叶友子                                          | 第237回  | 1973年5月14日  | 初体験                                                             |
| 桜田淳子                                        | 第239回  | 1973年5月28日  | 天使の初恋                                                         |
| アン・ルイス                                    | 第240回  | 1973年6月4日   | わかりません                                                       |
| あべ静江                                        | 第240回  | 1973年6月4日   | コーヒーショップで                                                 |
| 方怡珍（ファン・イーツン）                      | 第241回  | 1973年6月11日  | 我愛你（ウォー・アイ・ニー）                                       |
| 山口百恵                                        | 第248回  | 1973年7月30日  | としごろ                                                           |
| 浅田美代子                                      | 第249回  | 1973年8月6日   | ひとりっ子甘えっ子                                                 |
| 山本博秋                                        | 第249回  | 1973年8月6日   | 枯葉の少女                                                         |
| 殿さまキングス                                  | 第250回  | 1973年8月13日  | 北の宿                                                             |
| 北原昭夫                                        | 第251回  | 1973年8月20日  | 恋人宣言                                                           |
| 里美ゆり                                        | 第253回  | 1973年9月3日   | 秋のささやき                                                       |
| キャンディーズ                                  | 第254回  | 1973年9月10日  | あなたに夢中                                                       |
| 藍美代子                                        | 第255回  | 1973年9月17日  | ミカンの実る頃                                                     |

## 司会者不在→芳村真理・三波伸介（・朝丘雪路）時代（1973,10 - 1976,3）
| 歌手名                             | 初登場回 | 放送日         | 初登場時曲目                           |
| ---------------------------------- | -------- | -------------- | -------------------------------------- |
| 藤正樹                             | 第261回  | 1973年10月29日 | 恋やつれ                               |
| 梶芽衣子                           | 第262回  | 1973年11月5日  | やどかり                               |
| 植田しげき                         | 第262回  | 1973年11月5日  | 君さえいれば                           |
| 安西マリア                         | 第263回  | 1973年11月12日 | 愛のヴィーナス                         |
| ミミ（ミミ萩原）                   | 第266回  | 1973年12月3日  | おしゃれな土曜日                       |
| 海援隊                             | 第274回  | 1974年2月4日   | 母に捧げるバラード                     |
| 石川さゆり                         | 第275回  | 1974年2月11日  | おもいで                               |
| あいざき進也                       | 第275回  | 1974年2月11日  | 気になる17才                           |
| 八代亜紀                           | 第276回  | 1974年2月18日  | しのび恋                               |
| 平山洋子                           | 第276回  | 1974年2月18日  | 死ぬまで一緒                           |
| 今陽子                             | 第278回  | 1974年3月4日   | さよならの嵐                           |
| チューリップ                       | 第278回  | 1974年3月4日   | 銀の指環                               |
| テレサ・テン                       | 第278回  | 1974年3月4日   | 今夜かしら 明日かしら                  |
| 麻生よう子                         | 第279回  | 1974年3月11日  | 逃避行                                 |
| あゆ朱美（現：戸田恵子）           | 第280回  | 1974年3月18日  | ギターをひいてよ                       |
| くにづきみき                       | （不詳） | 1974年3月頃    | 嵐のあとで                             |
| 江川ひろし                         | 第282回  | 1974年4月1日   | 花嫁は泣いていた                       |
| 坂口良子                           | 第283回  | 1974年4月8日   | 青い山脈                               |
| 林寛子                             | 第285回  | 1974年4月22日  | ほほえみ                               |
| 優雅                               | 第285回  | 1974年4月22日  | 処女航海                               |
| 清水章吾                           | 第288回  | 1974年5月13日  | （不詳）                               |
| 中条きよし                         | 第289回  | 1974年5月20日  | うそ                                   |
| 八田英士                           | 第292回  | 1974年6月10日  | 別れないでおくれ                       |
| 夏木マリ                           | 第294回  | 1974年6月24日  | 夏のせいかしら                         |
| 風吹ジュン                         | 第295回  | 1974年7月1日   | 愛がはじまる時                         |
| 宗田まこと                         | 第296回  | 1974年7月8日   | 幸せ振り                               |
| いずみたく・シンガーズ             | 第298回  | 1974年7月22日  | 帰らざる日々のために                   |
| マギー・ミネンコ                   | 第299回  | 1974年7月29日  | 涙の河                                 |
| 小坂明子                           | 第301回  | 1974年8月12日  | あなた                                 |
| トワ・エ・モアファミリー           | 第303回  | 1974年8月26日  | ここに愛がある（ラブ・サインのテーマ） |
| 吉屋潤                             | 第304回  | 1974年9月2日   | 1990年                                 |
| 西川峰子                           | 第304回  | 1974年9月2日   | あなたにあげる                         |
| 三輪車                             | 第305回  | 1974年9月9日   | 水色の街                               |
| ガロ                               | 第306回  | 1974年9月16日  | ピクニック                             |
| 伊藤咲子                           | 第306回  | 1974年9月16日  | 夢見る頃                               |
| 芦川まこと                         | 第307回  | 1974年9月23日  | 波止場ワルツ                           |
| 牧美智子                           | 第308回  | 1974年9月30日  | くちづけの秋                           |
| ダ・カーポ                         | 第309回  | 1974年10月7日  | 結婚するって本当ですか                 |
| 葵テルヨシ                         | 第310回  | 1974年10月14日 | 通りすぎた愛                           |
| 小林美樹                           | 第312回  | 1974年10月28日 | 悲しい妖精                             |
| グレープ                           | 第313回  | 1974年11月4日  | 追伸                                   |
| 中村雅俊                           | 第313回  | 1974年11月4日  | ふれあい                               |
| あのねのね                         | 第313回  | 1974年11月4日  | 雪が降っています                       |
| 山本コウタローとウィークエンド     | 第314回  | 1974年11月11日 | 落葉の舗道                             |
| 西崎みどり（現：西崎緑）           | 第315回  | 1974年11月18日 | 旅愁                                   |
| おさだたいじ                       | 第316回  | 1974年11月25日 | あなたの女                             |
| 太田裕美                           | 第318回  | 1974年12月9日  | 雨だれ                                 |
| 増沢末夫                           | 第320回  | 1974年12月23日 | さらばハイセイコー                     |
| ちゃんちゃこ                       | 第322回  | 1975年1月6日   | 空飛ぶ鯨                               |
| シェリー                           | 第322回  | 1975年1月6日   | やさしく奪って                         |
| けい子とエンディ・ルイス           | 第325回  | 1975年1月27日  | あなたの町恋の町                       |
| ダウン・タウン・ブギウギ・バンド   | 第328回  | 1975年2月17日  | スモーキン・ブギ                       |
| スリー・ディグリーズ               | 第329回  | 1975年2月24日  | にがい涙 荒野のならず者                |
| 片平なぎさ                         | 第330回  | 1975年3月3日   | 純愛                                   |
| JOHNNYS' ジュニア・スペシャル      | 第331回  | 1975年3月10日  | ベルサイユのばら                       |
| ずうとるび                         | 第332回  | 1975年3月17日  | 恋があぶない                           |
| かまやつひろし（ムッシュかまやつ） | 第333回  | 1975年3月24日  | 我が良き友よ                           |
| マッハ文朱                         | 第335回  | 1975年4月7日   | 花を咲かそう                           |
| 豊川誕                             | 第336回  | 1975年4月14日  | 汚れなき悪戯                           |
| さくらと一郎                       | 第336回  | 1975年4月14日  | 昭和枯れすすき                         |
| 細川たかし                         | 第339回  | 1975年5月5日   | 心のこり                               |
| 小川順子                           | 第340回  | 1975年5月12日  | 夜の訪問者                             |
| ザ・リリーズ                       | 第342回  | 1975年5月26日  | 水色のときめき                         |
| こだま風子                         | 第343回  | 1975年6月2日   | 空模様                                 |
| 三純和子（現：かおりくみこ）       | 第343回  | 1975年6月2日   | 彼によろしく                           |
| 岩崎宏美                           | 第345回  | 1975年6月16日  | 二重唱 (デュエット)                    |
| 千田彩子                           | 第346回  | 1975年6月23日  | 命のおんな                             |
| 山本明                             | 第347回  | 1975年6月30日  | 君を奪いたい                           |
| 青木美冴                           | 第352回  | 1975年8月4日   | うれしい体験                           |
| 黒木真由美                         | 第353回  | 1975年8月11日  | 感情線                                 |
| 加納竜                             | 第355回  | 1975年8月25日  | エロスの海                             |
| 亜木美子                           | 第356回  | 1975年9月1日   | 夏はゆく                               |
| 森田公一とトップギャラン           | 第357回  | 1975年9月8日   | 下宿屋                                 |
| 真木ひでと                         | 第359回  | 1975年9月22日  | 夢よもういちど                         |
| バンバン                           | 第363回  | 1975年10月20日 | 『いちご白書』をもう一度               |
| 秋庭豊とアローナイツ               | 第364回  | 1975年10月27日 | 中の島ブルース                         |
| 二葉百合子                         | 第365回  | 1975年11月3日  | 岸壁の母                               |
| 内藤やす子                         | 第367回  | 1975年11月17日 | 弟よ                                   |
| 憂歌団                             | 第369回  | 1975年12月1日  | ひとり暮し                             |
| 野中小百合                         | 第369回  | 1975年12月1日  | 恋の誕生日                             |
| 淡谷のり子                         | 第370回  | 1975年12月8日  | 夜が好きなの                           |
| ジャンク                           | 第374回  | 1976年1月5日   | 鵜戸参り                               |
| 子門真人                           | 第376回  | 1976年1月19日  | およげ!たいやきくん                    |
| グラシェラ・スサーナ               | 第378回  | 1976年2月2日   | 愛の怖れ                               |
| メッツ                             | 第379回  | 1976年2月9日   | レディ・レイは最高さ                   |
| 桂三枝（現：六代 桂文枝）          | 第380回  | 1976年2月16日  | 僕の思い出さん                         |
| 吉川団十郎一座                     | 第381回  | 1976年2月23日  | ああ宮城県                             |
| 伊藤透                             | 第382回  | 1976年3月1日   | 夕焼け野郎                             |
| 新沼謙治                           | 第384回  | 1976年3月15日  | おもいで岬                             |
| シグナル                           | 第386回  | 1976年3月29日  | 淋しがりやのあなたへ                   |

## 芳村真理・井上順時代前期（1976,4 - 1981,3）
| 歌手名                                   | 初登場回 | 放送日         | 初登場時曲目                                                         |
| ---------------------------------------- | -------- | -------------- | -------------------------------------------------------------------- |
| 大竹しのぶ                               | 第387回  | 1976年4月5日   | みかん                                                               |
| 村上こうじ                               | 第388回  | 1976年4月12日  | 純心                                                                 |
| 田中星児                                 | 第390回  | 1976年4月26日  | ビューティフル・サンデー                                             |
| 森田つぐみ                               | 第390回  | 1976年4月26日  | 少女期                                                               |
| トランザム                               | 第393回  | 1976年5月17日  | ビューティフル・サンデー                                             |
| 岡田奈々                                 | 第395回  | 1976年5月31日  | 青春の坂道                                                           |
| 角川博                                   | 第396回  | 1976年6月7日   | 涙ぐらし                                                             |
| 香川裕子                                 | 第396回  | 1976年6月7日   | それでもいいの                                                       |
| 三波豊和                                 | 第397回  | 1976年6月14日  | 青春よ翔べ                                                           |
| 朝田のぼる                               | 第398回  | 1976年6月21日  | 白いスカーフ                                                         |
| 松本ちえこ                               | 第400回  | 1976年7月5日   | 恋人試験                                                             |
| 三木聖子                                 | 第401回  | 1976年7月12日  | まちぶせ                                                             |
| 三浦弘とハニーシックス                   | 第404回  | 1976年8月2日   | 愛に悩む女                                                           |
| 立川清登                                 | 第405回  | 1976年8月9日   | 四季の歌                                                             |
| 岡崎ひとみ                               | 第407回  | 1976年8月23日  | ひとこと言えば                                                       |
| 芦川よしみ                               | 第409回  | 1976年9月6日   | 花火                                                                 |
| 三波春夫                                 | 第414回  | 1976年10月11日 | 人生おけさ、ほか                                                     |
| 渥美二郎                                 | 第415回  | 1976年10月18日 | 可愛いおまえ                                                         |
| アトリエ                                 | 第416回  | 1976年10月25日 | 暮れなずむ街                                                         |
| いぬいゆみ                               | 第416回  | 1976年10月25日 | 四季の歌                                                             |
| 寺内タケシとブルージーンズ               | 第417回  | 1976年11月1日  | 津軽じょんがら節                                                     |
| アダモ                                   | 第419回  | 1976年11月15日 | 雪が降る、ほか                                                       |
| アイ・ジョージ                           | 第419回  | 1976年11月15日 | ク・クル・ク・ク・パロマ                                             |
| 芹洋子                                   | 第420回  | 1976年11月22日 | 四季の歌                                                             |
| 丸山圭子                                 | 第422回  | 1976年12月6日  | どうぞこのまま                                                       |
| ウィルビーズ                             | 第423回  | 1976年12月13日 | ソウルこれっきりですか                                               |
| ピンク・レディー                         | 第424回  | 1976年12月20日 | ペッパー警部                                                         |
| 桜たまこ                                 | 第427回  | 1977年1月10日  | 東京娘                                                               |
| 三橋美智也                               | 第429回  | 1977年1月24日  | 津軽じょんがら節 古城                                                |
| シルビア・クリステル                     | 第431回  | 1977年2月7日   | ジュリアンの誘惑                                                     |
| ビューティ・ペア                         | 第432回  | 1977年2月14日  | かけめぐる青春                                                       |
| 清水健太郎                               | 第434回  | 1977年2月28日  | 失恋レストラン                                                       |
| 清水由貴子                               | 第434回  | 1977年2月28日  | お元気ですか                                                         |
| 未都由                                   | 第435回  | 1977年3月7日   | 帰っておいで                                                         |
| 高田みづえ                               | 第437回  | 1977年3月21日  | 硝子坂                                                               |
| 神田広美                                 | 第438回  | 1977年3月28日  | 人見知り                                                             |
| 田島真吾                                 | 第441回  | 1977年4月18日  | 忘れてください                                                       |
| 江口有子                                 | 第442回  | 1977年4月25日  | 恋のリズムボックス                                                   |
| 狩人                                     | 第443回  | 1977年5月2日   | あずさ2号                                                            |
| 五十嵐夕紀                               | 第445回  | 1977年5月16日  | 6年たったら                                                          |
| ガールズ                                 | 第445回  | 1977年5月16日  | 野良猫                                                               |
| ランナウェイズ                           | 第447回  | 1977年5月30日  | Cherry Bomb（チェリー・ボンプ） Neon Angels On The Road To Ruin      |
| 久木田美弥                               | 第447回  | 1977年5月30日  | 少女自身                                                             |
| バルビ・ベントン                         | 第449回  | 1977年6月13日  | 愛のひととき                                                         |
| 矢野顕子                                 | 第451回  | 1977年6月27日  | 五木の子守唄 達者でナ                                                |
| 渡真介                                   | 第451回  | 1977年6月27日  | 純情派                                                               |
| 松崎しげる                               | 第453回  | 1977年7月11日  | 愛のメモリー                                                         |
| 大橋純子                                 | 第453回  | 1977年7月11日  | シンプル・ラブ                                                       |
| 山川ユキ                                 | 第453回  | 1977年7月11日  | 新宿ダダ                                                             |
| イルカ                                   | 第455回  | 1977年7月25日  | 雨の物語 なごり雪                                                    |
| Char                                     | 第455回  | 1977年7月25日  | 気絶するほど悩ましい                                                 |
| 坂口純子                                 | 第456回  | 1977年8月1日   | 恋のためらい                                                         |
| 李成愛                                   | 第457回  | 1977年8月8日   | 納沙布岬                                                             |
| 谷ちえ子                                 | 第457回  | 1977年8月8日   | 花の女子高数え歌                                                     |
| アグネス・ラム                           | 第458回  | 1977年8月15日  | 雨上がりのダウンタウン                                               |
| 榊原郁恵                                 | 第459回  | 1977年8月22日  | わがまま金曜日                                                       |
| 桑名正博                                 | 第460回  | 1977年8月29日  | 哀愁トゥナイト                                                       |
| 団俊吾                                   | 第462回  | 1977年9月12日  | 恋の終止符                                                           |
| ブラザーズ・フォア                       | 第463回  | 1977年9月19日  | （不詳）                                                             |
| 荒川つとむ                               | 第464回  | 1977年9月26日  | 青春前期                                                             |
| 児島洋子                                 | 第464回  | 1977年9月26日  | 女蝶（バピヨン）                                                     |
| 五輪真弓                                 | 第466回  | 1977年10月10日 | ゲーム 煙草のけむり                                                  |
| ものえ和恵                               | 第466回  | 1977年10月10日 | 帰っちまえ                                                           |
| 久保田育子                               | 第467回  | 1977年10月17日 | 夢色ヒコーキ                                                         |
| 荒木由美子                               | 第468回  | 1977年10月24日 | ヴァージン・ロード                                                   |
| しばたはつみ                             | 第468回  | 1977年10月24日 | マイ・ラグジュアリー・ナイト                                         |
| 河島英五                                 | 第468回  | 1977年10月24日 | 酒と泪と男と女 約束                                                  |
| 大上留利子                               | 第469回  | 1977年10月31日 | GOOD-BYE BABY LOVE SEXY WOMAN                                        |
| 十朱幸代                                 | 第473回  | 1977年11月28日 | セイタカアワダチ草 北の子守唄                                        |
| 朱礼毬子                                 | （不詳） | 1977年11月頃   | とりのこされて                                                       |
| アリス                                   | 第474回  | 1977年12月5日  | 帰らざる日々 冬の稲妻                                                |
| 原田真二                                 | 第474回  | 1977年12月5日  | てぃーんず ぶるーす                                                  |
| 紙ふうせん                               | 第475回  | 1977年12月12日 | 冬が来る前に                                                         |
| 太川陽介                                 | 第476回  | 1977年12月19日 | Cry Cry Cry                                                          |
| 中島みゆき                               | 第477回  | 1977年12月26日 | アザミ嬢のララバイ わかれうた                                        |
| 世良公則とツイスト                       | 第479回  | 1978年1月9日   | あんたのバラード                                                     |
| 渡辺真知子                               | 第479回  | 1978年1月9日   | 迷い道                                                               |
| 平尾昌晃・畑中葉子                       | 第480回  | 1978年1月16日  | カナダからの手紙                                                     |
| 平野雅昭                                 | 第480回  | 1978年1月16日  | 演歌チャンチャカチャン                                               |
| 日暮し                                   | 第483回  | 1978年2月6日   | い・に・し・え                                                       |
| 大塚博堂                                 | 第484回  | 1978年2月13日  | 哀しみ通せんぼ                                                       |
| 桂五郎                                   | 第485回  | 1978年2月20日  | ふたり                                                               |
| 西村まゆ子                               | 第489回  | 1978年3月20日  | 天使の爪                                                             |
| 石野真子                                 | 第490回  | 1978年3月27日  | 狼なんか怖くない                                                     |
| 中原理恵                                 | 第492回  | 1978年4月10日  | 東京ららばい                                                         |
| 竹下景子                                 | 第493回  | 1978年4月17日  | 結婚してもいいですか                                                 |
| 石原祐                                   | 第493回  | 1978年4月17日  | 薄荷煙草                                                             |
| 中野知子                                 | 第493回  | 1978年4月17日  | 恋はBAN BON                                                          |
| 沖田正人                                 | 第495回  | 1978年5月1日   | 感傷                                                                 |
| 市川染五郎（現：松本幸四郎）             | 第496回  | 1978年5月8日   | 野バラ咲く路                                                         |
| ハイ・ファイ・セット                     | 第496回  | 1978年5月8日   | フィーリング 少しだけまわり道                                        |
| NSP                                      | 第497回  | 1978年5月15日  | 八十八夜                                                             |
| 渋谷哲平                                 | 第498回  | 1978年5月22日  | 君だけを愛して                                                       |
| 久我直子                                 | 第499回  | 1978年5月29日  | ノアノア気分                                                         |
| 庄野真代                                 | 第500回  | 1978年6月5日   | 飛んでイスタンブール                                                 |
| 津和のり子                               | 第500回  | 1978年6月5日   | 曼珠沙華                                                             |
| 逢川まもる                               | 第500回  | 1978年6月5日   | 白夜にさようなら                                                     |
| 樹木希林                                 | 第501回  | 1978年6月12日  | 林檎殺人事件（郷ひろみとのデュエット）                               |
| トライアングル                           | 第501回  | 1978年6月12日  | トライアングル・ラブレター                                           |
| 網倉一也                                 | 第502回  | 1978年6月19日  | Good-bye横須賀                                                       |
| 豊田清                                   | 第502回  | 1978年6月19日  | 青春Part1                                                            |
| 秋川淳子                                 | 第503回  | 1978年6月26日  | 南南西                                                               |
| 石川ひとみ                               | 第504回  | 1978年7月3日   | 右向け右                                                             |
| 尾崎亜美                                 | 第505回  | 1978年7月10日  | ストップモーション                                                   |
| レイジー                                 | 第505回  | 1978年7月10日  | 地獄の天使                                                           |
| 大橋恵里子                               | 第507回  | 1978年7月24日  | 経験シーズン                                                         |
| ラブリーズ                               | 第507回  | 1978年7月24日  | 紅すずらんの伝説                                                     |
| サザンオールスターズ                     | 第508回  | 1978年7月31日  | 勝手にシンドバッド                                                   |
| 本間由里                                 | 第508回  | 1978年7月31日  | 青春道中哀歌                                                         |
| 金井夕子                                 | 第510回  | 1978年8月14日  | パステル ラヴ                                                        |
| 堀内孝雄                                 | 第511回  | 1978年8月21日  | 君のひとみは10000ボルト                                              |
| 古賀栄子                                 | 第511回  | 1978年8月21日  | 夕だち日記                                                           |
| さとう宗幸                               | 第512回  | 1978年8月28日  | 青葉城恋唄                                                           |
| スリーヤンキース                         | 第512回  | 1978年8月28日  | ザ・ベースボール                                                     |
| りりィ                                   | 第517回  | 1978年10月2日  | ベッドで煙草を吸わないで                                             |
| サーカス                                 | 第517回  | 1978年10月2日  | 愛で殺したい                                                         |
| 金沢明子                                 | 第517回  | 1978年10月2日  | おんな下北ひとり旅                                                   |
| 藤村泰介                                 | 第517回  | 1978年10月2日  | みちゆき                                                             |
| フレディー・アギラ                       | 第518回  | 1978年10月9日  | ANAK                                                                 |
| 柳ジョージ&レイニーウッド                | 第519回  | 1978年10月16日 | 酔って候                                                             |
| 町田義人                                 | 第521回  | 1978年10月30日 | 戦士の休息                                                           |
| ジャニス・イアン                         | 第523回  | 1978年11月13日 | The Bridge（愛のきずな）                                             |
| 越美晴（現：コシミハル）                 | 第526回  | 1978年12月4日  | ラブ・ステップ                                                       |
| ゴダイゴ                                 | 第527回  | 1978年12月11日 | ガンダーラ はるかなる旅へ                                            |
| 杉田二郎                                 | 第528回  | 1978年12月18日 | ANAK（息子）                                                         |
| 原あつこ                                 | 第528回  | 1978年12月18日 | 燃える想い                                                           |
| 増位山太志郎（現：三保ヶ関親方）         | 第529回  | 1978年12月25日 | そんなナイト・パブ                                                   |
| 円広志                                   | 第529回  | 1978年12月25日 | 夢想花                                                               |
| 能瀬慶子                                 | 第530回  | 1979年1月1日   | アテンション・プリーズ                                               |
| 竹内まりや                               | 第532回  | 1979年1月15日  | 戻っておいで私の時間                                                 |
| 金田たつえ                               | 第533回  | 1979年1月22日  | 花街の母                                                             |
| 山本翔                                   | 第534回  | 1979年1月29日  | デビル・ウーマン                                                     |
| 六角立男・戸高満雄                       | 第534回  | 1979年1月29日  | 日向木挽唄                                                           |
| 杏里                                     | 第537回  | 1979年2月19日  | オリビアを聴きながら                                                 |
| 安奈淳                                   | 第539回  | 1979年3月5日   | 愛あればこそ （郷ひろみ・西城秀樹・野口五郎とのジョイント） たとえば |
| 大友裕子                                 | 第539回  | 1979年3月5日   | 傷心                                                                 |
| 井出せつ子                               | 第540回  | 1979年3月12日  | 男と女・昭和編（みなみらんぼうとのデュエット）                       |
| みなみらんぼう                           | 第540回  | 1979年3月12日  | 男と女・昭和編（井出せつ子とのデュエット）                           |
| ふきのとう                               | 第541回  | 1979年3月19日  | 春雷                                                                 |
| 小室等                                   | 第542回  | 1979年3月26日  | 今生きているということ                                               |
| 鳳蘭                                     | 第542回  | 1979年3月26日  | ベルサイユのばら                                                     |
| MANNA（マナ）                            | 第543回  | 1979年4月2日   | イエロー・マジック・カーニバル                                       |
| ムーンダンサー                           | 第543回  | 1979年4月2日   | アラベスク                                                           |
| 岸田智史（現：岸田敏志）                 | 第546回  | 1979年4月23日  | きみの朝                                                             |
| カラパナ                                 | 第548回  | 1979年5月7日   | Many Classic Moments                                                 |
| 小林幸子                                 | 第549回  | 1979年5月14日  | おもいで酒                                                           |
| 倉田まり子                               | 第551回  | 1979年5月28日  | いつかあなたの歌が                                                   |
| カテリーナ・バレンテ                     | 第552回  | 1979年6月4日   | Passion Flower（小さな花）                                           |
| 井上堯之                                 | 第552回  | 1979年6月4日   | 大阪で生まれた女 （萩原健一の客演）                                  |
| 宮本典子                                 | 第553回  | 1979年6月11日  | エピローグ                                                           |
| テイスト・オブ・ハニー                   | 第554回  | 1979年6月18日  | Do It!                                                               |
| SHOT GUN                                 | 第554回  | 1979年6月18日  | スパークリングギャル                                                 |
| 桑江知子                                 | 第555回  | 1979年6月25日  | ブルーブルーアイランド                                               |
| 黒住憲五                                 | 第555回  | 1979年6月25日  | 罪深い夜                                                             |
| 村木賢吉                                 | 第557回  | 1979年7月9日   | おやじの海                                                           |
| さとうあき子                             | 第557回  | 1979年7月9日   | ブルー・バタフライ                                                   |
| さだまさし                               | 第558回  | 1979年7月16日  | まほろば 関白宣言                                                    |
| ドリー・パートン                         | 第559回  | 1979年7月23日  | Baby I'm Burnin'（ベイビー・アイム・バーニン）                       |
| SHŌGUN                                   | 第559回  | 1979年7月23日  | 男達のメロディー                                                     |
| セーラ                                   | 第561回  | 1979年8月6日   | レィニィボーイ1013mb                                                 |
| BIBI                                     | 第561回  | 1979年8月6日   | サンシャインスーパーマン                                             |
| 浜田省吾                                 | 第562回  | 1979年8月13日  | 風を感じて                                                           |
| ジョニー大倉                             | 第563回  | 1979年8月20日  | 赤道直下                                                             |
| 水越けいこ                               | 第564回  | 1979年8月27日  | ほほにキスして                                                       |
| 乗附勝也                                 | 第564回  | 1979年8月27日  | 君よ走れ 光のしぶきけちらして                                        |
| BORO                                     | 第565回  | 1979年9月3日   | 大阪で生まれた女                                                     |
| 実川俊                                   | 第565回  | 1979年9月3日   | 鬼にかえろう                                                         |
| 松坂慶子                                 | 第566回  | 1979年9月10日  | 愛の水中花                                                           |
| 高山厳                                   | 第567回  | 1979年9月17日  | 宛名のない手紙                                                       |
| 大木トオル                               | 第568回  | 1979年9月24日  | EVERYNIGHT WOMAN                                                     |
| オレンジ                                 | 第568回  | 1979年9月24日  | SEASON                                                               |
| デビー・ブーン                           | 第572回  | 1979年10月22日 | 愛の日々（ラッシーのテーマ）                                         |
| ばんばひろふみ                           | 第572回  | 1979年10月22日 | SACHIKO                                                              |
| リタ・クーリッジ                         | 第573回  | 1979年10月29日 | Don't cry out loud（あなたしか見えない）                             |
| 高石ともやとザ・ナターシャー・セブン     | 第573回  | 1979年10月29日 | 私に人生と言えるものがあるなら                                       |
| 松原みき                                 | 第574回  | 1979年11月5日  | 真夜中のドア〜Stay With Me                                           |
| チャゲ&飛鳥                              | 第575回  | 1979年11月12日 | ひとり咲き                                                           |
| 国広富之                                 | 第575回  | 1979年11月12日 | 夢見街                                                               |
| 沢田聖子                                 | 第575回  | 1979年11月12日 | シオン                                                               |
| 久保田早紀                               | 第576回  | 1979年11月19日 | 異邦人                                                               |
| スペクトラム                             | 第576回  | 1979年11月19日 | イン・ザ・スペース                                                   |
| 西島三重子                               | 第578回  | 1979年12月3日  | 千登勢橋                                                             |
| クリスタルキング                         | 第579回  | 1979年12月10日 | 大都会                                                               |
| バラクーダ                               | 第579回  | 1979年12月10日 | 日本全国酒飲み音頭                                                   |
| パッショナータ                           | 第579回  | 1979年12月10日 | 卑弥呼                                                               |
| 横山みゆき                               | 第581回  | 1979年12月24日 | 秋止符                                                               |
| 石川優子                                 | 第582回  | 1980年1月7日   | クリスタル・モーニング                                               |
| 福島邦子                                 | 第583回  | 1980年1月14日  | ボサノバ                                                             |
| パル                                     | 第585回  | 1980年1月28日  | 夜明けのマイウェイ                                                   |
| 都倉俊一（ウィンズ）                     | 第586回  | 1980年2月4日   | BOY                                                                  |
| パオ                                     | 第586回  | 1980年2月4日   | ラブ・イズ・シリアス・ビジネス                                       |
| 芝田洋一                                 | 第587回  | 1980年2月11日  | 酒もってこい                                                         |
| 岩崎良美                                 | 第591回  | 1980年3月10日  | 赤と黒                                                               |
| シャネルズ                               | 第592回  | 1980年3月17日  | ランナウェイ                                                         |
| 大川栄策                                 | 第593回  | 1980年3月24日  | あなたと生きる                                                       |
| ドーリーズ                               | 第594回  | 1980年3月31日  | （不詳）                                                             |
| ロス・インディオス&シルヴィア            | 第596回  | 1980年4月14日  | 別れても好きな人                                                     |
| ミスタースリムカンパニー                 | 第597回  | 1980年4月21日  | Rock'n Roll パープー                                                 |
| 松田優作                                 | 第598回  | 1980年4月28日  | YOKOHAMA HONKEY TONG BLUES 白昼夢 BONY MORINE                        |
| 松田聖子                                 | 第598回  | 1980年4月28日  | 裸足の季節                                                           |
| 滝ともはる                               | 第598回  | 1980年4月28日  | 南回帰線（堀内孝雄とのデュオ）                                       |
| 水谷豊                                   | 第599回  | 1980年5月5日   | あす陽炎                                                             |
| 鹿取容子                                 | 第599回  | 1980年5月5日   | ゴー・イン・バック・トゥ・チャイナ                                   |
| 大地真央                                 | 第600回  | 1980年5月12日  | マイ・ジュエリー・ラブ                                               |
| シーナ&ザ・ロケッツ                      | 第600回  | 1980年5月12日  | YOU MAY DREAM                                                        |
| ヴィレッジ・ピープル                     | 第601回  | 1980年5月19日  | Can't Stop The Music                                                 |
| 川島昭代司                               | 第601回  | 1980年5月19日  | 八千代の詩                                                           |
| もんた&ブラザーズ                        | 第602回  | 1980年5月26日  | ダンシング・オールナイト                                             |
| 相本久美子                               | 第602回  | 1980年5月26日  | サマー・セイリング                                                   |
| YMO （イエロー・マジック・オーケストラ） | 第603回  | 1980年6月2日   | ライディーン テクノポリス                                            |
| 松村和子                                 | 第603回  | 1980年6月2日   | 帰ってこいよ                                                         |
| ヒロスケ                                 | 第604回  | 1980年6月9日   | いくつもの星が流れ                                                   |
| 吉田拓郎                                 | 第607回  | 1980年6月30日  | いつか夜の雨が あの娘といい気分                                      |
| 田原俊彦                                 | 第607回  | 1980年6月30日  | 哀愁でいと                                                           |
| 河合奈保子                               | 第607回  | 1980年6月30日  | 大きな森の小さなお家                                                 |
| スコッチ                                 | 第608回  | 1980年7月7日   | 君はナチュラル                                                       |
| 根津甚八                                 | 第609回  | 1980年7月14日  | Far Away                                                             |
| 川中美幸                                 | 第609回  | 1980年7月14日  | ふたり酒                                                             |
| 八神純子                                 | 第610回  | 1980年7月21日  | パープルタウン 〜You Oughta Know By Now〜                            |
| 甲斐智枝美                               | 第610回  | 1980年7月21日  | スタア                                                               |
| 石坂智子                                 | 第610回  | 1980年7月21日  | ありがとう                                                           |
| 山下敬二郎                               | 第612回  | 1980年8月4日   | 男と汽車と古い地図                                                   |
| 浜田朱里                                 | 第612回  | 1980年8月4日   | さよなら好き                                                         |
| 斉藤哲夫                                 | 第614回  | 1980年8月18日  | 今のキミはピカピカに光って                                           |
| 島津ゆたか                               | 第615回  | 1980年8月25日  | 花から花へと                                                         |
| 山崎アキラ                               | 第615回  | 1980年8月25日  | Alone In The Night                                                   |
| 三原順子（現：三原じゅん子）             | 第620回  | 1980年9月29日  | セクシー・ナイト                                                     |
| 雅夢                                     | 第622回  | 1980年10月13日 | 愛はかげろう                                                         |
| ポール・モーリア楽団                     | 第623回  | 1980年10月20日 | Love is Blue（恋はみずいろ）、ほか                                   |
| レイフ・ギャレット                       | 第624回  | 1980年10月27日 | New York City Nights                                                 |
| ノーランズ                               | 第624回  | 1980年10月27日 | I'm in the Mood for Dancing （ダンシング・シスター）                 |
| 多岐川裕美                               | 第627回  | 1980年11月17日 | 酸っぱい経験                                                         |
| 近藤真彦                                 | 第628回  | 1980年11月24日 | スニーカーぶる〜す                                                   |
| ロブバード                               | 第629回  | 1980年12月1日  | ボーンフリー・スピリット                                             |
| 井上陽水                                 | 第631回  | 1980年12月15日 | 夢の中へ クレイジーラブ                                              |
| 浜口庫之助                               | 第632回  | 1980年12月22日 | 雪山の思い出                                                         |
| ザ・ぼんち                               | 第634回  | 1981年1月5日   | 恋のぼんちシート                                                     |
| 伊丹哲也&Side by Side                    | 第634回  | 1981年1月5日   | 街が泣いてた                                                         |
| ヒロシマ                                 | 第635回  | 1981年1月12日  | （不詳）                                                             |
| 横浜銀蝿                                 | 第637回  | 1981年1月26日  | ツッパリHigh School Rock'n Roll (登校編)                             |
| ポリス                                   | 第638回  | 1981年2月2日   | De Do Do Do,De Da Da Da                                              |
| 南佳孝                                   | 第639回  | 1981年2月9日   | スローなブギにしてくれ (I Want You)                                  |
| RCサクセション                           | 第640回  | 1981年2月16日  | トランジスタ・ラジオ                                                 |
| 寺尾聰                                   | 第641回  | 1981年2月23日  | ルビーの指環 SHADOW CITY                                             |
| 川崎麻世                                 | 第642回  | 1981年3月2日   | 出逢い                                                               |
| 桃井かおり                               | 第643回  | 1981年3月9日   | バイバイ子守唄                                                       |
| 高見知佳                                 | 第643回  | 1981年3月9日   | ジャングル・ラブ                                                     |
| 山川豊                                   | 第643回  | 1981年3月9日   | 函館本線                                                             |
| Virgin VS（ヴァージン・ヴィズ）          | 第644回  | 1981年3月16日  | ロンリー・ローラー                                                   |
| スーザン・アントン                       | 第645回  | 1981年3月23日  | Foxy                                                                 |
| 沖田浩之                                 | 第645回  | 1981年3月23日  | E気持                                                                |
| 北原由紀（現：北原由貴）                 | 第645回  | 1981年3月23日  | かしこい女じゃないけれど                                             |
| 杉村尚美                                 | 第646回  | 1981年3月30日  | サンセット・メモリー                                                 |

## 芳村真理・井上順時代後期（1981,4 - 1985,9）
| 歌手名                                                  | 初登場回 | 放送日         | 初登場時曲目                                                                           |
| ------------------------------------------------------- | -------- | -------------- | -------------------------------------------------------------------------------------- |
| 五十嵐浩晃                                              | 第647回  | 1981年4月6日   | ディープ・パープル                                                                     |
| キャデラックスリム                                      | 第649回  | 1981年4月20日  | 孤独のメッセージ                                                                       |
| 河合夕子                                                | 第650回  | 1981年4月27日  | 東京チーク・ガール                                                                     |
| 永井龍雲                                                | 第651回  | 1981年5月4日   | 桜桃忌                                                                                 |
| 堤大二郎                                                | 第651回  | 1981年5月4日   | 燃えてパッション                                                                       |
| 大月みやこ                                              | 第652回  | 1981年5月11日  | 別れてひとり                                                                           |
| 倉橋ルイ子                                              | 第653回  | 1981年5月18日  | ガラスのYESTERDAY                                                                      |
| 西田敏行                                                | 第656回  | 1981年6月8日   | もしもピアノが弾けたなら                                                               |
| ひかる一平                                              | 第656回  | 1981年6月8日   | 青空オンリー・ユー                                                                     |
| 柏原よしえ（現：柏原芳恵）                              | 第657回  | 1981年6月15日  | ガラスの夏                                                                             |
| 柴田恭兵                                                | 第658回  | 1981年6月22日  | なんとなくクリスタル                                                                   |
| 阿川泰子                                                | 第658回  | 1981年6月22日  | SKIDO-LE-LE（スキンドゥ・レ・レ）                                                      |
| MIE（現：未唯mie）                                      | 第660回  | 1981年7月6日   | ブラームスはロックがお好き                                                             |
| 日野皓正                                                | 第661回  | 1981年7月13日  | アポリジナル                                                                           |
| 菅原進                                                  | 第661回  | 1981年7月13日  | 琥珀色の日々                                                                           |
| 山本譲二                                                | 第662回  | 1981年7月20日  | みちのくひとり旅                                                                       |
| 中島めぐみ                                              | 第662回  | 1981年7月20日  | ラメ色のデカメロン                                                                     |
| 高梨雅樹（現：原大輔）                                  | 第663回  | 1981年7月27日  | コスモス・ドリーム                                                                     |
| ドリー・ドッツ                                          | 第664回  | 1981年8月3日   | Radio（レディオ・ギャル）                                                              |
| クリエイション                                          | 第664回  | 1981年8月3日   | ロンリー・ハート                                                                       |
| 石毛礼子                                                | 第664回  | 1981年8月3日   | 旅の手帖                                                                               |
| 長山藍子                                                | 第665回  | 1981年8月10日  | 夢の彼方に港町                                                                         |
| イモ欽トリオ                                            | 第666回  | 1981年8月17日  | ハイスクールララバイ                                                                   |
| ニック・ニューサ                                        | 第666回  | 1981年8月17日  | サチコ                                                                                 |
| 真田広之                                                | 第667回  | 1981年8月24日  | 青春の嵐                                                                               |
| 香坂みゆき                                              | 第667回  | 1981年8月24日  | 気分をかえて                                                                           |
| タモリ                                                  | 第668回  | 1981年8月31日  | 狂い咲きフライデイ・ナイト                                                             |
| エミリー・スター                                        | 第672回  | 1981年9月28日  | Let Me Sing                                                                            |
| 麻倉未稀                                                | 第672回  | 1981年9月28日  | ミスティ・トワイライト                                                                 |
| トリックス                                              | 第673回  | 1981年10月5日  | I Like Your Love（恋のキラキラ・ダンス）                                               |
| 伊藤敏博                                                | 第673回  | 1981年10月5日  | サヨナラ模様                                                                           |
| アダム&ジ・アンツ                                       | 第674回  | 1981年10月12日 | Stand & Deliver                                                                        |
| 時任三郎                                                | 第676回  | 1981年10月26日 | 川の流れを抱いて眠りたい                                                               |
| 宮内淳                                                  | 第676回  | 1981年10月26日 | 君に捧げるほろ苦いブルース                                                             |
| 宮崎美子                                                | 第676回  | 1981年10月26日 | NO RETURN                                                                              |
| シーナ・イーストン                                      | 第678回  | 1981年11月9日  | Just Another Broken Heart （涙のブロークン・ハート）                                   |
| サミュエル・ホイ                                        | 第680回  | 1981年11月23日 | 我愛祢（アイ・ラブ・ユー）                                                             |
| 烏丸せつこ                                              | 第680回  | 1981年11月23日 | JINX（ジンクス）                                                                       |
| 松本伊代                                                | 第680回  | 1981年11月23日 | センチメンタル・ジャーニー                                                             |
| 薬師丸ひろ子                                            | 第681回  | 1981年11月30日 | セーラー服と機関銃                                                                     |
| アラジン                                                | 第681回  | 1981年11月30日 | 完全無欠のロックンローラー                                                             |
| 尾形大作                                                | 第682回  | 1981年12月7日  | 倖せなみだ色                                                                           |
| オリビア・ニュートン＝ジョン                            | 第683回  | 1981年12月14日 | Make a Move On Me（ムーヴ・オン・ミー） Physical（フィジカル）                         |
| ザ・ヴィーナス                                          | 第683回  | 1981年12月14日 | PEPPERMINT LOVE                                                                        |
| 来生たかお                                              | 第684回  | 1981年12月21日 | 夢の途中                                                                               |
| 川崎黄金猫舎 （※アニメーションでの登場）                | 第684回  | 1981年12月21日 | パーブリング・ブギ                                                                     |
| カプチーノ                                              | 第686回  | 1982年1月4日   | 九時からのリリィ                                                                       |
| 中本マリ                                                | 第688回  | 1982年1月18日  | The Lady's In Love                                                                     |
| 伊藤聖史                                                | 第688回  | 1982年1月18日  | 今夜はシェイクで大騒ぎ!!                                                               |
| 増田けい子（現：増田恵子）                              | 第689回  | 1982年1月25日  | すずめ                                                                                 |
| Johnny                                                  | 第689回  | 1982年1月25日  | ジェームス・ディーンのように                                                           |
| シュガー                                                | 第690回  | 1982年2月1日   | ウエディング・ベル                                                                     |
| 南こうせつ                                              | 第692回  | 1982年2月15日  | 美映子                                                                                 |
| 紅麗威甦                                                | 第692回  | 1982年2月15日  | ぶりっこRock'n Roll                                                                    |
| 三田悠子                                                | 第692回  | 1982年2月15日  | 雪もよう                                                                               |
| 伊藤つかさ                                              | 第693回  | 1982年2月22日  | 夢見るSeason                                                                           |
| デラ・セダカ（現：ダラ・セダカ）                        | 第694回  | 1982年3月1日   | 星空のエンジェル・クィーン （喜多郎とのジョイント）                                    |
| 喜多郎                                                  | 第694回  | 1982年3月1日   | 星空のエンジェル・クィーン （セラ・セタカとのジョイント）                              |
| 嶋大輔                                                  | 第694回  | 1982年3月1日   | Sexy気分の夜だから                                                                     |
| ピーター・ポール&マリー                                 | 第695回  | 1982年3月8日   | 風に吹かれて、ほか                                                                     |
| 中野良子                                                | 第695回  | 1982年3月8日   | 眩 MIND（めまい）                                                                      |
| 稲垣潤一                                                | 第695回  | 1982年3月8日   | 雨のリグレット                                                                         |
| シャワー                                                | 第696回  | 1982年3月15日  | DO UP・愛ING                                                                           |
| 忌野清志郎                                              | 第697回  | 1982年3月22日  | い・け・な・いルージュマジック （坂本龍一とのデュオ）                                  |
| 坂本龍一                                                | 第697回  | 1982年3月22日  | い・け・な・いルージュマジック （忌野清志郎とのデュオ）                                |
| 小泉今日子                                              | 第697回  | 1982年3月22日  | 私の16才                                                                               |
| アンディ・ウィリアムス                                  | 第698回  | 1982年3月29日  | ムーン・リバー ほか                                                                    |
| 松平健                                                  | 第698回  | 1982年3月29日  | 紙の指輪                                                                               |
| 堀ちえみ                                                | 第699回  | 1982年4月5日   | 潮風の少女                                                                             |
| 内田裕也                                                | 第700回  | 1982年4月12日  | 長いお別れ さらば愛しき女よ ローリング・オン・ザ・ロード                               |
| 川口雅代                                                | 第701回  | 1982年4月19日  | ピリオド～さよならの向こうへ～                                                         |
| 新井薫子                                                | 第701回  | 1982年4月19日  | 虹いろの瞳                                                                             |
| シブがき隊                                              | 第703回  | 1982年5月3日   | NAI・NAI 16                                                                            |
| 三田寛子                                                | 第703回  | 1982年5月3日   | 駈けてきた処女（おとめ）                                                               |
| アラベスク                                              | 第703回  | 1982年5月3日   | キャバレーロに夢中                                                                     |
| 石川秀美                                                | 第704回  | 1982年5月10日  | 妖精時代                                                                               |
| 早見優                                                  | 第705回  | 1982年5月17日  | 急いで!初恋                                                                            |
| 渡辺めぐみ                                              | 第706回  | 1982年5月24日  | ときめきTouch Me                                                                       |
| 新田純一                                                | 第706回  | 1982年5月24日  | Hop Step・愛                                                                           |
| 三浦友和                                                | 第707回  | 1982年5月31日  | マイ・ウェイ口づさみながら Windy Night （「AGAPE HOUSE」名義）                         |
| 三好鉄生                                                | 第707回  | 1982年5月31日  | アイ・ラブ・ユーこの街                                                                 |
| 杉本哲太                                                | 第707回  | 1982年5月31日  | On the Machine （「杉本哲太&LONELY RIDERS」名義）                                      |
| アレッサンドラ・ムッソリーニ                            | 第708回  | 1982年6月7日   | Love is Love                                                                           |
| たかだみゆき                                            | 第709回  | 1982年6月14日  | 雨に咲く花                                                                             |
| 水谷絵津子                                              | 第710回  | 1982年6月21日  | キラリ・涙                                                                             |
| 少年隊                                                  | 第711回  | 1982年6月28日  | ブルドッグ                                                                             |
| 笠井紀美子                                              | 第712回  | 1982年7月5日   | STEPPIN' OUTSIDE TONIGHT                                                               |
| 水野きみこ                                              | 第712回  | 1982年7月5日   | 私のモナミ                                                                             |
| 谷村新司                                                | 第713回  | 1982年7月12日  | スーパースター                                                                         |
| バーティ・ヒギンズ                                      | 第714回  | 1982年7月19日  | Casablanca（カサブランカ）                                                             |
| 伊藤さやか                                              | 第714回  | 1982年7月19日  | 天使と悪魔（ナンパされたい編）                                                         |
| ガンジー                                                | 第715回  | 1982年7月26日  | スローダンサー                                                                         |
| ジョー山中                                              | 第716回  | 1982年8月2日   | カリビアン・ラブソング                                                                 |
| 古手川祐子                                              | 第716回  | 1982年8月2日   | 煙草                                                                                   |
| スターボー                                              | 第716回  | 1982年8月2日   | ハートブレイク太陽族                                                                   |
| あみん                                                  | 第718回  | 1982年8月16日  | 待つわ                                                                                 |
| よせなべトリオ                                          | 第719回  | 1982年8月23日  | 大きな恋の物語                                                                         |
| 白井貴子                                                | 第721回  | 1982年9月6日   | SOMEDAY                                                                                |
| 鈴木聖美                                                | 第721回  | 1982年9月6日   | もしかして、I Love you（「シャネルズ+1」名義での出演）                                 |
| 中森明菜                                                | 第723回  | 1982年9月20日  | 少女A                                                                                  |
| ジョーン・バエズ                                        | 第725回  | 1982年10月4日  | Blowing In The Wind（風に吹かれて） ※15周年記念特別番組の特別招待ゲストとして出演。    |
| 村下孝蔵                                                | 第726回  | 1982年10月11日 | ゆうこ                                                                                 |
| BOWWOW                                                  | 第727回  | 1982年10月18日 | YOU'RE MINE（20世紀チルドレン）                                                        |
| 前川清                                                  | 第729回  | 1982年11月1日  | 雪列車                                                                                 |
| 世良公則                                                | 第729回  | 1982年11月1日  | TOKYO指紅                                                                              |
| 山根麻衣                                                | 第730回  | 1982年11月8日  | 気分はフェアネス                                                                       |
| ヒロシ&キーボー                                         | 第731回  | 1982年11月15日 | 3年目の浮気                                                                            |
| ミッキー岡野                                            | 第731回  | 1982年11月15日 | やめてクレ…Rock'n Roll!                                                                |
| 火野正平                                                | 第734回  | 1982年12月6日  | 北風の中…                                                                              |
| 草刈正雄                                                | 第734回  | 1982年12月6日  | （不詳）                                                                               |
| フリオ・イグレシアス                                    | 第735回  | 1982年12月13日 | Nathalie（黒い瞳のナタリー） Begin the Beguine（ビギン・ザ・ビギン）                   |
| 明日香                                                  | 第735回  | 1982年12月13日 | 花ぬすびと                                                                             |
| ALFEE                                                   | 第736回  | 1982年12月20日 | 別れの律動                                                                             |
| 佳山明生                                                | 第739回  | 1983年1月17日  | 氷雨                                                                                   |
| ルー・フィン・チャウ                                    | 第739回  | 1983年1月17日  | スター誕生                                                                             |
| 本田美緒                                                | 第739回  | 1983年1月17日  | 哀・ダンサー                                                                           |
| ローズマリー・バトラー                                  | 第740回  | 1983年1月24日  | Ridin' High（汚れた英雄）                                                              |
| クリストファー・クロス                                  | 第741回  | 1983年1月31日  | All Right Arthur's Theme (Best That You Can Do) （ニューヨーク・シティ・セレナーデ）   |
| 渡辺徹                                                  | 第741回  | 1983年1月31日  | 愛の中へ                                                                               |
| 武川行秀（現：タケカワユキヒデ）                        | 第743回  | 1983年2月14日  | 白い街角                                                                               |
| 鮎川いずみ                                              | 第744回  | 1983年2月21日  | 冬の花                                                                                 |
| EPO                                                     | 第745回  | 1983年2月28日  | う、ふ、ふ、ふ、                                                                       |
| 日野美歌                                                | 第745回  | 1983年2月28日  | 氷雨（佳山明生・箱崎晋一朗とのジョイント）                                             |
| 樋口可南子                                              | 第746回  | 1983年3月7日   | 別れの肌ざわり                                                                         |
| 山村美智子 （現・山村美智、当時フジテレビアナウンサー） | 第748回  | 1983年3月21日  | Be Smiling（ブッシュマン・ソング）                                                     |
| ライオネル・リッチー                                    | 第749回  | 1983年3月28日  | You Are                                                                                |
| 大沢逸美                                                | 第749回  | 1983年3月28日  | ジェームス・ディーンみたいな女の子                                                     |
| 伊藤麻衣子                                              | 第749回  | 1983年3月28日  | 微熱かナ                                                                               |
| シルヴィ・ヴァルタン                                    | 第750回  | 1983年4月4日   | Ta Vie De Chien(悪女）                                                                 |
| 広田玲央奈                                              | 第750回  | 1983年4月4日   | だいじょうぶマイ・フレンド （加藤和彦・乃生佳之・渡辺裕之と共演）                      |
| 乃生佳之                                                | 第750回  | 1983年4月4日   | だいじょうぶマイ・フレンド （加藤和彦・広田レオナ・渡辺裕之と共演）                    |
| 渡辺裕之                                                | 第750回  | 1983年4月4日   | だいじょうぶマイ・フレンド （加藤和彦・広田レオナ・乃生佳之と共演）                    |
| 宇崎竜童                                                | 第752回  | 1983年4月18日  | With you                                                                               |
| 一風堂                                                  | 第753回  | 1983年4月25日  | アフリカン・ナイト                                                                     |
| 長渕剛                                                  | 第754回  | 1983年5月2日   | 恋人時代                                                                               |
| 原田知世                                                | 第754回  | 1983年5月2日   | 時をかける少女                                                                         |
| わらべ                                                  | 第754回  | 1983年5月2日   | めだかの兄妹                                                                           |
| 岡千秋                                                  | 第755回  | 1983年5月9日   | 浪花恋しぐれ（都はるみとのデュエット）                                                 |
| 野村義男&THE GOOD-BYE                                   | 第756回  | 1983年5月16日  | 待たせてSorry                                                                          |
| 上田正樹                                                | 第757回  | 1983年5月23日  | 悲しい色やね                                                                           |
| ジョン・デンバー                                        | 第759回  | 1983年6月6日   | Take Me Home,Country Roads（故郷へかえりたい）                                         |
| カルチャー・クラブ                                      | 第760回  | 1983年6月13日  | Do You Really Want To Hurt Me?（君は完璧さ） Church of Poison Mind（ポイズンマインド） |
| 風見慎吾                                                | 第760回  | 1983年6月13日  | 僕笑っちゃいます                                                                       |
| 荻野目慶子                                              | 第764回  | 1983年7月11日  | 愛のオーロラ                                                                           |
| 梅沢富美男                                              | 第765回  | 1983年7月18日  | 夢芝居                                                                                 |
| イリア                                                  | 第765回  | 1983年7月18日  | 不思議なパートナー（堀内孝雄とデュエット）                                             |
| サード・ワールド                                        | 第767回  | 1983年8月1日   | Lagos Jump（レゴス・ジャンプ）                                                         |
| 石川セリ                                                | 第767回  | 1983年8月1日   | BOY                                                                                    |
| 岸本加世子                                              | 第768回  | 1983年8月8日   | 心が・・・                                                                             |
| サハラ                                                  | 第768回  | 1983年8月8日   | メ・デ・コロス                                                                         |
| 葛城ユキ                                                | 第769回  | 1983年8月15日  | ボヘミアン                                                                             |
| H2O                                                     | 第769回  | 1983年8月15日  | 想い出がいっぱい                                                                       |
| 風間杜夫                                                | 第770回  | 1983年8月22日  | 夏も泣いている                                                                         |
| 小野さとる                                              | 第771回  | 1983年8月29日  | よこはまチャチャ                                                                       |
| 武田久美子                                              | 第772回  | 1983年9月5日   | びんかん・してます                                                                     |
| 原由子                                                  | 第773回  | 1983年9月12日  | 恋は、ご多忙申し上げます                                                               |
| 秋本奈緒美                                              | 第774回  | 1983年9月19日  | カブリコーン・ウーマン                                                                 |
| マイケル・センベロ                                      | 第776回  | 1983年10月3日  | Maniac（マニアック）                                                                   |
| リック・スプリングフィールド                            | 第777回  | 1983年10月10日 | Living in OZ（リビング・イン・OZ）                                                     |
| ディオンヌ・ワーウィック                                | 第778回  | 1983年10月17日 | Heartbreaker（ハートブレイカー） I'll Never Love This Way（涙の別れ道）                |
| 小西博之                                                | 第778回  | 1983年10月17日 | 銀座の雨の物語（清水由貴子とデュエット）                                               |
| 伊武雅刀                                                | 第780回  | 1983年10月31日 | 子供達を責めないで                                                                     |
| 鳥羽一郎                                                | 第781回  | 1983年11月7日  | 兄弟船                                                                                 |
| 生沢佑一                                                | 第781回  | 1983年11月7日  | ラヴ・イズ・オーヴァー（内藤やす子とデュエット）                                       |
| 原田芳雄                                                | 第782回  | 1983年11月14日 | ニューヨーク漂流                                                                       |
| チョー・ヨンピル                                        | 第782回  | 1983年11月14日 | 釜山港へ帰れ （渥美二郎・さくらと一郎・殿さまキングスらと共演）                        |
| U2                                                      | 第783回  | 1983年11月21日 | New Year's Day                                                                         |
| ジャッキー・チェン                                      | 第783回  | 1983年11月21日 | マリアンヌ                                                                             |
| 小椋佳                                                  | 第785回  | 1983年12月5日  | 泣かせて（研ナオコとジョイント）                                                       |
| ポール・アンカ                                          | 第787回  | 1983年12月19日 | （不詳）                                                                               |
| 武田鉄矢                                                | 第787回  | 1983年12月19日 | 未だ僕の旅                                                                             |
| デュラン・デュラン                                      | 第790回  | 1984年1月16日  | Union of The Snake                                                                     |
| クリフ・リチャード&シャドウズ                           | 第792回  | 1984年1月30日  | Shooting From The Heart                                                                |
| 安全地帯                                                | 第793回  | 1984年2月6日   | ワインレッドの心                                                                       |
| 戸川純                                                  | 第793回  | 1984年2月6日   | 玉姫様                                                                                 |
| 吉川晃司                                                | 第794回  | 1984年2月13日  | モニカ                                                                                 |
| ウィリー・ネルソン                                      | 第795回  | 1984年2月20日  | Mona Lisa（モナ・リザ） Stardust（スターダスト）                                       |
| チェッカーズ                                            | 第795回  | 1984年2月20日  | 涙のリクエスト                                                                         |
| 麗美                                                    | 第798回  | 1984年3月12日  | 愛にDESPERATE                                                                          |
| 中井貴一                                                | 第802回  | 1984年4月9日   | 青春の誓い                                                                             |
| 杉山清貴&オメガトライブ                                 | 第802回  | 1984年4月9日   | 君のハートはマリンブルー                                                               |
| THE MODS                                                | 第803回  | 1984年4月16日  | バラッドをお前に                                                                       |
| 藤真利子                                                | 第804回  | 1984年4月23日  | 危険な眠り                                                                             |
| 叶和貴子                                                | 第804回  | 1984年4月23日  | 東京砂漠のかたすみで （黒沢年雄とのデュエット）                                        |
| 荻野目洋子                                              | 第804回  | 1984年4月23日  | 未来航海                                                                               |
| 芦屋雁之助                                              | 第805回  | 1984年4月30日  | 娘よ                                                                                   |
| 山本達彦                                                | 第807回  | 1984年5月14日  | ロンリー・ジャーニー                                                                   |
| リチャード・クレイダーマン                              | 第808回  | 1984年5月21日  | Ballade pour Adelline（渚のアデリーヌ）                                                |
| トンプソン・ツインズ                                    | 第809回  | 1984年5月28日  | Hold Me Now                                                                            |
| ガゼボ                                                  | 第812回  | 1984年6月18日  | I Like Chopin                                                                          |
| 大沢誉志幸                                              | 第812回  | 1984年6月18日  | その気×××(mistake)                                                                     |
| 辻久子                                                  | 第813回  | 1984年6月25日  | セレナーデ（ドリゴ）                                                                   |
| 髙橋真梨子                                              | 第813回  | 1984年6月25日  | 桃色吐息                                                                               |
| カジャ・グー・グー                                      | 第815回  | 1984年7月9日   | Back On Me                                                                             |
| 一世風靡セピア                                          | 第818回  | 1984年7月30日  | 前略、道の上より                                                                       |
| 木村友衛                                                | 第819回  | 1984年8月6日   | 浪花節だよ人生は                                                                       |
| マリーン                                                | 第820回  | 1984年8月13日  | Creature Of The Night                                                                  |
| 舘ひろし                                                | 第823回  | 1984年9月3日   | 泣かないで                                                                             |
| SALLY                                                   | 第824回  | 1984年9月10日  | バージン・ブルー                                                                       |
| 前橋汀子                                                | 第825回  | 1984年9月17日  | 美しきロスマリン 亜麻色の髪の少女                                                      |
| 志穂美悦子                                              | 第826回  | 1984年9月24日  | ウェルカム上海（松坂慶子とのデュオ）                                                   |
| 萩本欽一&欽ちゃんファミリー                             | 第828回  | 1984年10月8日  | （不詳）                                                                               |
| ビートたけし&たけし軍団                                 | 第829回  | 1984年10月15日 | 抱いた腰がチャッチャッチャッ                                                           |
| ケニー・ロギンス                                        | 第832回  | 1984年11月5日  | Footloose（フットルース） I'm Free                                                     |
| 刀根麻理子                                              | 第832回  | 1984年11月5日  | デリンジャー                                                                           |
| レイ・パーカーJr.                                       | 第833回  | 1984年11月12日 | Ghostbusters（ゴーストバスターズ）                                                     |
| スパンダー・バレエ                                      | 第834回  | 1984年11月19日 | Only When You Leave                                                                    |
| 中村紘子                                                | 第835回  | 1984年11月26日 | 幻想即興曲                                                                             |
| TOM★CAT                                                 | 第837回  | 1984年12月10日 | ふられ気分でRock'n' Roll                                                               |
| マドンナ                                                | 第842回  | 1985年1月21日  | ライク・ア・ヴァージン                                                                 |
| 佐藤隆                                                  | 第842回  | 1985年1月21日  | カルメン                                                                               |
| 吉幾三                                                  | 第843回  | 1985年1月28日  | 俺ら東京さ行ぐだ                                                                       |
| 細川俊之                                                | 第846回  | 1985年2月18日  | 愛のセレブレーション （木の実ナナと共演）                                              |
| 菊池桃子                                                | 第846回  | 1985年2月18日  | 卒業-GRADUATION-                                                                       |
| リマール                                                | 第847回  | 1985年2月25日  | The Neverending Story （ネバーエンディングストーリー）                                 |
| 東京JAP                                                 | 第849回  | 1985年3月11日  | 摩天楼ブルース                                                                         |
| 神野美伽                                                | 第849回  | 1983年3月11日  | 男船                                                                                   |
| フランキー・ゴーズ・トゥ・ハリウッド                    | 第852回  | 1985年4月3日   | Relax（リラックス）                                                                    |
| THE SQUARE                                              | 第852回  | 1985年4月3日   | PRIME                                                                                  |
| ボン・ジョヴィ                                          | 第853回  | 1985年4月10日  | Runaway                                                                                |
| メヌード                                                | 第853回  | 1985年4月10日  | Explosion（恋はエクスプロージョン）                                                    |
| フランク・シナトラ                                      | 第854回  | 1985年4月17日  | L.A. In My Lady New York, New York                                                     |
| ティナ・ターナー                                        | 第854回  | 1985年4月17日  | What's Love Got To Do With It（愛の魔力）                                              |
| とんねるず                                              | 第854回  | 1985年4月17日  | 一気!                                                                                  |
| ジョン・ウェイト                                        | 第855回  | 1985年4月24日  | Missing You                                                                            |
| C-C-B                                                   | 第855回  | 1985年4月24日  | スクール・ガール                                                                       |
| クラッシュギャルズ                                      | 第855回  | 1985年4月24日  | 夢色戦士                                                                               |
| ハワード・ジョーンズ                                    | 第856回  | 1985年5月1日   | New Song                                                                               |
| 斉藤由貴                                                | 第856回  | 1985年5月1日   | 卒業                                                                                   |
| 中原めいこ                                              | 第856回  | 1985年5月1日   | やきもちやきルンバ・ボーイ                                                             |
| ティアーズ・フォー・フィアーズ                          | 第858回  | 1985年5月15日  | Rule The World                                                                         |
| 岩城滉一                                                | 第858回  | 1985年5月15日  | 笑い話                                                                                 |
| ステファニー                                            | 第858回  | 1985年5月15日  | Rock The Planet                                                                        |
| バリー・マニロウ                                        | 第859回  | 1985年5月22日  | Paradise Cafe（パラダイス・カフェ）                                                    |
| 中村あゆみ                                              | 第859回  | 1985年5月22日  | 翼の折れたエンジェル                                                                   |
| ポール・ヤング                                          | 第860回  | 1985年5月29日  | Everytime You Go Away                                                                  |
| 岡田有希子                                              | 第860回  | 1985年5月29日  | Summer Beach                                                                           |
| アンリ菅野                                              | 第862回  | 1985年6月12日  | 街・彩めいて                                                                           |
| 爆風スランプ                                            | 第862回  | 1985年6月12日  | 無理だ!決定盤〜YOU CAN NOT DO THAT〜                                                   |
| LOOK                                                    | 第862回  | 1985年6月12日  | シャイニン・オン 君が哀しい                                                            |
| 渡辺貞夫                                                | 第863回  | 1985年6月19日  | GOOD NEWS                                                                              |
| ゴー・ウェスト                                          | 第865回  | 1985年7月3日   | We Close Our Eyes                                                                      |
| 鈴木康博                                                | 第865回  | 1985年7月3日   | City Woman                                                                             |
| メン・アット・ワーク                                    | 第866回  | 1985年7月10日  | Everything I Need                                                                      |
| 高中正義                                                | 第867回  | 1985年7月17日  | 渚・モデラート                                                                         |
| TUBE                                                    | 第867回  | 1985年7月17日  | ベストセラー・サマー                                                                   |
| 中山美穂                                                | 第868回  | 1985年7月24日  | 「C」                                                                                  |
| おニャン子クラブ                                        | 第868回  | 1985年7月24日  | セーラー服を脱がさないで                                                               |
| G.I.オレンジ                                            | 第869回  | 1985年7月31日  | Psychic Magic（サイキック・マジック）                                                  |
| 秋野暢子                                                | 第869回  | 1985年7月31日  | よろしかったらお寄りなさい                                                             |
| 中村繁之                                                | 第869回  | 1985年7月31日  | Do ファッション                                                                        |
| スティング                                              | 第870回  | 1985年8月7日   | If You Love Somebody Set Them Free                                                     |
| 富田靖子                                                | 第870回  | 1985年8月7日   | スウィート                                                                             |
| ビリー・オーシャン                                      | 第871回  | 1985年8月14日  | Suddenly                                                                               |
| 野村宏伸                                                | 第871回  | 1985年8月14日  | And I Love Her                                                                         |
| エア・サプライ                                          | 第872回  | 1985年8月21日  | （不詳）                                                                               |
| 岸千恵子                                                | 第872回  | 1985年8月21日  | 千恵っ子よされ                                                                         |
| カシオペア                                              | 第872回  | 1985年8月21日  | Halle                                                                                  |
| ナイロンズ                                              | 第873回  | 1985年8月28日  | Lion Sleeps Tonight（ライオンは寝ている）                                              |
| 長山洋子                                                | 第873回  | 1985年8月28日  | ゴールド・ウィンド                                                                     |
| コリー・ハート                                          | 第875回  | 1985年9月11日  | Never Surrender                                                                        |
| BIRDS （原田知世・野村宏伸・渡辺典子・原田貴和子）      | 第875回  | 1985年9月11日  | 二代目はクリスチャンのテーマ                                                           |
| 浅野ゆう子                                              | 第875回  | 1985年9月11日  | NOMBRE NOIR（抱かれるままに）                                                          |
| サバイバー                                              | 第876回  | 1985年9月18日  | Is This Love                                                                           |
| 河合その子                                              | 第876回  | 1985年9月18日  | 涙の茉莉花（ジャスミン）LOVE                                                           |
| REOスピードワゴン                                       | 第877回  | 1985年9月25日  | Can't Fight This Feeling（涙のフィーリング）                                           |
| ケニー・ロジャース                                      | 第877回  | 1985年9月25日  | Morning Desire（モーニング・デザイアー）                                               |

## 芳村真理・古舘伊知郎時代（1985,10 - 1988,2）
| 歌手名                                                 | 初登場回 | 放送日         | 初登場時曲目                                                                                     |
| ------------------------------------------------------ | -------- | -------------- | ------------------------------------------------------------------------------------------------ |
| シーラ・E                                              | 第878回  | 1985年10月2日  | Sister Fate                                                                                      |
| ヒューイ・ルイス                                       | 第878回  | 1985年10月2日  | Power of Love                                                                                    |
| 石黒ケイ                                               | 第878回  | 1985年10月2日  | モン・サン・ミッシェルの孤独                                                                     |
| ジョン・パー                                           | 第879回  | 1985年10月9日  | St.Elmos' Fire（セント・エルモス・ファイア）                                                     |
| トゥレ・クンダ                                         | 第879回  | 1985年10月9日  | NATALIA（ナタリア）                                                                              |
| HOUND DOG                                              | 第879回  | 1985年10月9日  | ff (フォルティシモ)                                                                              |
| うしろゆびさされ組                                     | 第879回  | 1985年10月9日  | うしろゆびさされ組                                                                               |
| ジェフリー・オズボーン                                 | 第881回  | 1985年10月23日 | （不詳）                                                                                         |
| MELON                                                  | 第881回  | 1985年10月23日 | シリアスJAPANESE                                                                                 |
| 小林明子                                               | 第881回  | 1985年10月23日 | 恋におちて -Fall in love-                                                                        |
| ブライアン・アダムス                                   | 第882回  | 1985年10月30日 | One Night Love Affair                                                                            |
| a-ha                                                   | 第882回  | 1985年10月30日 | Take On Me                                                                                       |
| ロバート・パーマー                                     | 第883回  | 1985年11月6日  | Riptide（リップタイド）                                                                          |
| ホイットニー・ヒューストン                             | 第884回  | 1985年11月13日 | Saving All My Love For You（すべてをあなたに）                                                   |
| ネーナ                                                 | 第884回  | 1985年11月13日 | Nackt Im Wind                                                                                    |
| 矢沢永吉                                               | 第885回  | 1985年11月20日 | YOKOHAMA二十才まえ TAKE IT TIME                                                                  |
| 泰英二郎                                               | 第885回  | 1985年11月20日 | 恋する女                                                                                         |
| 沢口靖子                                               | 第886回  | 1985年11月27日 | 白の円舞曲                                                                                       |
| トミー・ショウ                                         | 第888回  | 1985年12月11日 | Girls With Guns                                                                                  |
| SHOW-YA                                                | 第888回  | 1985年12月11日 | Masquerade                                                                                       |
| 尾崎和行&コースタルシティ                              | 第889回  | 1985年12月18日 | …洋子                                                                                            |
| 三田村邦彦                                             | 第891回  | 1986年1月8日   | 逃亡者                                                                                           |
| 新田恵利                                               | 第891回  | 1986年1月8日   | 冬のオペラグラス                                                                                 |
| ナイト・レンジャー                                     | 第892回  | 1986年1月15日  | Good-bye                                                                                         |
| 浜田麻里                                               | 第892回  | 1986年1月15日  | Love Trial                                                                                       |
| Y&T                                                    | 第893回  | 1986年1月22日  | Face Like An Angel                                                                               |
| 松原のぶえ                                             | 第893回  | 1986年1月22日  | 演歌みち                                                                                         |
| Toshitaro                                              | 第893回  | 1986年1月22日  | 背中ごしのクロスゲーム<Behind>                                                                   |
| 中川真主美                                             | 第893回  | 1986年1月22日  | （不詳）                                                                                         |
| マイケル・マクドナルド                                 | 第894回  | 1986年1月29日  | No Looking Back                                                                                  |
| 門田頼命                                               | 第894回  | 1986年1月29日  | おまえが好きやねん                                                                               |
| 杉浦幸                                                 | 第894回  | 1986年1月29日  | 悲しいな                                                                                         |
| THE ALPHA                                              | 第894回  | 1986年1月29日  | 夢じかけロマンス                                                                                 |
| マンハッタン・トランスファー                           | 第895回  | 1986年2月5日   | Ray's Rockhouse                                                                                  |
| 国生さゆり                                             | 第895回  | 1986年2月5日   | バレンタイン・キッス                                                                             |
| 木村一八                                               | 第895回  | 1986年2月5日   | オレたちだけの約束                                                                               |
| エコー&ザ・バニーメン                                  | 第896回  | 1986年2月12日  | Bling On The Dancing Horses                                                                      |
| 椎名恵                                                 | 第896回  | 1986年2月12日  | 今夜はANGEL                                                                                      |
| 本田美奈子                                             | 第896回  | 1986年2月12日  | 1986年のマリリン                                                                                 |
| 里峰圭衣子                                             | 第896回  | 1986年2月12日  | じゃらくの雨                                                                                     |
| 竜童組                                                 | 第897回  | 1986年2月19日  | 新宿レイニーナイト                                                                               |
| ショコラータ                                           | 第897回  | 1986年2月19日  | Sandwichman（サンドウィッチマン）                                                                |
| 子供ばんど                                             | 第898回  | 1986年2月26日  | HEART OF MADNESS                                                                                 |
| 芳本美代子                                             | 第898回  | 1986年2月26日  | 心の扉                                                                                           |
| トム・ペティ&ザ・ハートブレイカーズ                    | 第899回  | 1986年3月5日   | Southern Accents                                                                                 |
| BOØWY                                                  | 第899回  | 1986年3月5日   | わがままジュリエット                                                                             |
| 伊豆田洋之                                             | 第899回  | 1986年3月5日   | 迷路 風になりたい夜（稲垣潤一とのジョイント）                                                    |
| ZZトップ                                               | 第900回  | 1986年3月12日  | Stages                                                                                           |
| LOUDNESS                                               | 第900回  | 1986年3月12日  | Let it go                                                                                        |
| ZIG ZAG                                                | 第900回  | 1986年3月12日  | 限界恋心                                                                                         |
| 高橋利奈                                               | 第900回  | 1986年3月12日  | BATSU                                                                                            |
| Mr.ミスター                                            | 第901回  | 1986年3月19日  | Kyrie                                                                                            |
| 鈴木雅之                                               | 第901回  | 1986年3月19日  | ガラス越しに消えた夏                                                                             |
| 吉沢秋絵                                               | 第901回  | 1986年3月19日  | 季節はずれの恋                                                                                   |
| ハリー・ベラフォンテ                                   | 第903回  | 1986年4月2日   | Island In The Sun（陽の当たる島）                                                                |
| RATT                                                   | 第904回  | 1986年4月9日   | Lay It Down                                                                                      |
| 中川勝彦                                               | 第904回  | 1986年4月9日   | クール・ロマンティック                                                                           |
| 南野陽子                                               | 第904回  | 1986年4月9日   | 悲しみモニュメント                                                                               |
| ニャンギラス                                           | 第904回  | 1986年4月9日   | 私は里歌ちゃん                                                                                   |
| チャーリー・セクストン                                 | 第905回  | 1986年4月16日  | Beat's So Lonely                                                                                 |
| 西村知美                                               | 第905回  | 1986年4月16日  | 夢色のメッセージ                                                                                 |
| 鎌田英子                                               | 第905回  | 1986年4月16日  | トワイライト・アクシデント                                                                       |
| エイス・ワンダー                                       | 第906回  | 1986年4月23日  | Stay With Me                                                                                     |
| ブレッド&バター                                        | 第906回  | 1986年4月23日  | REMEMBER MY LOVE                                                                                 |
| 吉野千代乃                                             | 第906回  | 1986年4月23日  | 悲しみのダベストリー                                                                             |
| 内海美幸                                               | 第906回  | 1986年4月23日  | 北景色                                                                                           |
| チューリップ                                           | 第906回  | 1986年4月23日  | くちづけのネックレス                                                                             |
| ヴァン・ヘイレン                                       | 第907回  | 1986年4月30日  | Why Can't This Be Love                                                                           |
| ドリーム・アカデミー                                   | 第908回  | 1986年5月7日   | Love Palate                                                                                      |
| 聖飢魔II                                               | 第908回  | 1986年5月7日   | 蠟人形の館                                                                                       |
| 杉山清貴                                               | 第908回  | 1986年5月7日   | さよならのオーシャン                                                                             |
| ジュリアン・レノン                                     | 第909回  | 1986年5月14日  | Stick Around                                                                                     |
| KUWATA BAND                                            | 第909回  | 1986年5月14日  | BAN BAN BAN                                                                                      |
| 安部恭弘                                               | 第909回  | 1986年5月14日  | テネシー・ワルツ                                                                                 |
| M-BAND                                                 | 第909回  | 1986年5月14日  | ストップ・ザ・ミュージック                                                                       |
| スティーヴィー・ワンダー                               | 第910回  | 1986年5月21日  | REMEMBER MY LOVE （ブレッド&バターとのジョイント） Overjoyed                                     |
| マリリン・マーティン                                   | 第910回  | 1986年5月21日  | Night Moves                                                                                      |
| ハート                                                 | 第911回  | 1986年5月28日  | Nothing At All                                                                                   |
| 甲斐バンド                                             | 第911回  | 1986年5月28日  | BLUE LETTER 漂泊者（アウトロー）                                                                 |
| 福永恵規                                               | 第911回  | 1986年5月28日  | 風のInvitation                                                                                   |
| シンディ・ローパー                                     | 第913回  | 1986年6月11日  | The Goonies'R Good Enough                                                                        |
| 田中裕子                                               | 第915回  | 1986年6月25日  | チャイナ・ドール                                                                                 |
| THE 東南西北                                           | 第915回  | 1986年6月25日  | 内心,Thank you                                                                                   |
| ジグ・ジグ・スパトニック                               | 第917回  | 1986年7月9日   | Love Missile F1-11（ラブミサイルF1-11）                                                          |
| ペット・ショップ・ボーイズ                             | 第918回  | 1986年7月16日  | Opportunities（オポチュニティーズ）                                                              |
| 城之内早苗                                             | 第918回  | 1986年7月16日  | あじさい橋                                                                                       |
| デペッシュ・モード                                     | 第919回  | 1986年7月23日  | A Question of Lust                                                                               |
| 渡辺美里                                               | 第919回  | 1986年7月23日  | Long Night                                                                                       |
| EARTHSHAKER                                            | 第919回  | 1986年7月23日  | Radio Magic                                                                                      |
| 哀川翔                                                 | 第920回  | 1986年7月30日  | 青の情景（シーン）                                                                               |
| UP-BEAT                                                | 第920回  | 1986年7月30日  | Kiss...いきなり天国                                                                              |
| 吉永敬子                                               | 第920回  | 1986年7月30日  | 仔猫物語                                                                                         |
| アート・オブ・ノイズ                                   | 第921回  | 1986年8月6日   | Paranoimia（パラノイミア）                                                                       |
| スターダスト・レビュー                                 | 第921回  | 1986年8月6日   | 今夜だけきっと                                                                                   |
| 三笠優子                                               | 第921回  | 1986年8月6日   | 母ごころ                                                                                         |
| 1986オメガトライブ （カルロス・トシキ&オメガトライブ） | 第922回  | 1986年8月13日  | Super Chance                                                                                     |
| 湯江健幸                                               | 第922回  | 1986年8月13日  | 涙のLOVE SOMEBODY                                                                                |
| デイヴィッド・リー・ロス                               | 第923回  | 1986年8月20日  | YANKEE ROSE                                                                                      |
| やや                                                   | 第923回  | 1986年8月20日  | 夜霧のハウスマヌカン                                                                             |
| 夢工場                                                 | 第924回  | 1986年8月27日  | フォトジェニック・エンジェル                                                                     |
| ステファニー・ド・モナコ（モナコ公国公女）             | 第926回  | 1986年9月10日  | Ouragan（恋はセンセーション）                                                                    |
| BEE PUBLIC                                             | 第926回  | 1986年9月10日  | お前にハート・ビート                                                                             |
| タイム・ファイブ                                       | 第926回  | 1986年9月10日  | スウィート・ロンリネス（河合奈保子の客演）                                                       |
| 陣内孝則                                               | 第927回  | 1986年9月17日  | サヨナラCity Lights                                                                              |
| 工藤夕貴                                               | 第927回  | 1986年9月17日  | 微笑むあなたに会いたい                                                                           |
| ジャネット・ジャクソン                                 | 第928回  | 1986年9月24日  | When I Think of You（あなたを想うとき）                                                          |
| 石井明美                                               | 第928回  | 1986年9月24日  | CHA-CHA-CHA                                                                                      |
| 有頂天                                                 | 第928回  | 1986年9月24日  | BYE-BYE                                                                                          |
| TOTO                                                   | 第929回  | 1986年10月1日  | I'll Be Over You                                                                                 |
| 長与千種                                               | 第929回  | 1986年10月1日  | 100カラットの瞳                                                                                  |
| シンプル・マインズ                                     | 第930回  | 1986年10月8日  | Sanctify Yourself                                                                                |
| 寺泉憲                                                 | 第930回  | 1986年10月8日  | ショウ・ビジネス、ほか（桜田淳子との共演）                                                       |
| ジェイムス・イングラム                                 | 第931回  | 1986年10月15日 | Always                                                                                           |
| NOBODY                                                 | 第931回  | 1986年10月15日 | RESTLESS HEART                                                                                   |
| 川島みき                                               | 第931回  | 1986年10月15日 | シルクの唇                                                                                       |
| ピーター・セテラ                                       | 第932回  | 1986年10月22日 | Glory of Love                                                                                    |
| ヴィクター・ラズロ                                     | 第933回  | 1986年10月29日 | Stories（追憶のストーリー）                                                                      |
| グラス・タイガー                                       | 第934回  | 1986年11月5日  | Don't Forget Me                                                                                  |
| 片岡鶴太郎                                             | 第934回  | 1986年11月5日  | IEKI吐くまで                                                                                     |
| 渡辺美奈代                                             | 第934回  | 1986年11月5日  | 雪の帰り道                                                                                       |
| アン・ピガール                                         | 第935回  | 1986年11月12日 | He Stranger（異邦人）                                                                            |
| ARB                                                    | 第935回  | 1986年11月12日 | Private Girl                                                                                     |
| 相楽ハル子                                             | 第935回  | 1986年11月12日 | 躍らせてトゥナイト                                                                               |
| フィンツィ・コンティーニ                               | 第936回  | 1986年11月19日 | CHA-CHA-CHA                                                                                      |
| 奥田瑛二                                               | 第936回  | 1986年11月19日 | クラシック（Classic）（谷村新司とのデュオ）                                                      |
| LAUGHIN' NOSE                                          | 第937回  | 1986年11月26日 | Laughin' Roll                                                                                    |
| ラトーヤ・ジャクソン                                   | 第938回  | 1986年12月3日  | Yes,I'm Ready                                                                                    |
| サマンサ・フォックス                                   | 第938回  | 1986年12月3日  | Touch Me                                                                                         |
| サラ・サンディアーノ                                   | 第939回  | 1986年12月10日 | Chinese Shadow                                                                                   |
| 池田聡                                                 | 第939回  | 1986年12月10日 | モノクローム・ヴィーナス                                                                         |
| キム・ワイルド                                         | 第940回  | 1986年12月17日 | You Keep Me Hangin' On                                                                           |
| A-JARI                                                 | 第940回  | 1986年12月17日 | SHADOW OF LOVE                                                                                   |
| 中村泰士                                               | 第941回  | 1986年12月24日 | あぶない2人（多岐川裕美とのデュエット）                                                          |
| Tabo's Project（大森隆志）                             | 第941回  | 1986年12月24日 | DANCE AWAY（ひとりぼっちにサヨナラ）                                                             |
| ロッド・スチュワート                                   | 第942回  | 1986年12月31日 | Every Beat of My Heart                                                                           |
| バングルス                                             | 第942回  | 1986年12月31日 | Walk Like An Egyptian（エジプシャン）                                                            |
| レジーナ                                               | 第942回  | 1986年12月31日 | Baby Love                                                                                        |
| ボブ・ゲルドフ                                         | 第942回  | 1986年12月31日 | This is The World Calling（ワールド・コーリング）                                                |
| 落合博満                                               | 第943回  | 1987年1月7日   | サムライ街道                                                                                     |
| 上田浩恵                                               | 第943回  | 1987年1月7日   | ソロ・サピエンス                                                                                 |
| OMD                                                    | 第944回  | 1987年1月14日  | Live And Die                                                                                     |
| ヒューマン・リーグ                                     | 第945回  | 1987年1月21日  | Human                                                                                            |
| ベルリン                                               | 第946回  | 1987年1月28日  | Take My Breath Away（愛は吐息のように）                                                          |
| 渡辺満里奈                                             | 第946回  | 1987年1月28日  | ホワイトラビットからのメッセージ                                                                 |
| 天宮良                                                 | 第946回  | 1987年1月28日  | もうひとつのLonely                                                                               |
| THE WILLARD                                            | 第946回  | 1987年1月28日  | RUN "CINDY" RUN                                                                                  |
| 石上久美子                                             | 第946回  | 1987年1月28日  | 津軽のじょっぱり                                                                                 |
| 今井美樹                                               | 第947回  | 1987年2月4日   | 頬に風                                                                                           |
| ロビー・ネヴィル                                       | 第948回  | 1987年2月11日  | C'EST LA VIE                                                                                     |
| 浅香唯                                                 | 第948回  | 1987年2月11日  | STAR                                                                                             |
| 八木さおり                                             | 第949回  | 1987年2月18日  | さよならの舞台                                                                                   |
| タンゴ・アルゼンチーノ                                 | 第950回  | 1987年2月25日  | Jealousy                                                                                         |
| 財津和夫                                               | 第950回  | 1987年2月25日  | 償いの日々（原みどりとのデュエット）                                                             |
| 原みどり                                               | 第950回  | 1987年2月25日  | 償いの日々（財津和夫とのデュエット）                                                             |
| TM NETWORK                                             | 第950回  | 1987年2月25日  | Self Control                                                                                     |
| ニック・カーショウ                                     | 第951回  | 1987年3月4日   | Nobody Knows（ひとりぼっちのハート）                                                             |
| 葵司郎                                                 | 第951回  | 1987年3月4日   | 男と女のラブゲーム（日野美歌とのデュエット）                                                     |
| 男闘呼組                                               | 第951回  | 1987年3月4日   | TENTION!                                                                                         |
| dip in the pool（甲田益也子ほか）                      | 第951回  | 1987年3月4日   | 黒いドレスの女                                                                                   |
| サリナ・ジョーンズ                                     | 第952回  | 1987年3月11日  | My Love                                                                                          |
| PINK                                                   | 第954回  | 1987年3月25日  | Traveller                                                                                        |
| ブライアン・アダムス                                   | 第956回  | 1987年4月8日   | Heat of The Night                                                                                |
| ポール・サイモン                                       | 第957回  | 1987年4月15日  | Call Me Al                                                                                       |
| キャリアン                                             | 第957回  | 1987年4月15日  | Party Girl                                                                                       |
| 池田政典                                               | 第957回  | 1987年4月15日  | SHADOW DANCER                                                                                    |
| ジョージア・サテライツ                                 | 第958回  | 1987年4月22日  | Keep Your Hands                                                                                  |
| 崎谷健次郎                                             | 第958回  | 1987年4月22日  | 思いがけないSITUATION                                                                            |
| TOPS                                                   | 第958回  | 1987年4月22日  | 黒い炎                                                                                           |
| シカゴ                                                 | 第959回  | 1987年4月29日  | Still Love Me                                                                                    |
| 真璃子                                                 | 第959回  | 1987年4月29日  | 悲しみのフェスタ                                                                                 |
| 織田哲郎                                               | 第961回  | 1987年5月13日  | Dream On                                                                                         |
| BLUEW                                                  | 第961回  | 1987年5月13日  | 南へ走れ                                                                                         |
| ザ・ビートニクス （高橋幸宏・鈴木慶一）                | 第962回  | 1987年5月20日  | ちょっとツラインダ                                                                               |
| ワン・チャン                                           | 第963回  | 1987年5月27日  | Everybody Have Fun Tonight                                                                       |
| アイドル夢工場                                         | 第963回  | 1987年5月27日  | アドベンチャー・ドリーム                                                                         |
| ルー・グラム                                           | 第964回  | 1987年6月3日   | Midnight Blue                                                                                    |
| KI.SO.KO-D                                             | 第964回  | 1987年6月3日   | マンボCHU-CHU NIGHT                                                                              |
| グロリア・エステファン& ザ・マイアミ・サウンドマシーン | 第965回  | 1987年6月10日  | Rhythm Is Gonna Get You（リズムでゲット・ユー）                                                  |
| カッティング・クルー                                   | 第966回  | 1987年6月17日  | Died In Your Arms（愛に抱かれた夜）                                                              |
| マイケル・フォーチュナティ                             | 第966回  | 1987年6月17日  | Give Me Up                                                                                       |
| 島田歌穂                                               | 第966回  | 1987年6月17日  | ピープル・ソング（ミュージカル『レ・ミゼラブル』より） （斉藤由貴らと共演）                      |
| 仲村トオル&一条寺美奈                                  | 第966回  | 1987年6月17日  | 新宿純愛物語                                                                                     |
| BaBe                                                   | 第966回  | 1987年6月17日  | I Don't Know!                                                                                    |
| 和田加奈子                                             | 第967回  | 1987年6月24日  | 夏のミラージュ                                                                                   |
| キュリオシティ・キルド・ザ・キャット                   | 第969回  | 1987年7月8日   | Ordinary Day                                                                                     |
| 森高千里                                               | 第969回  | 1987年7月8日   | NEW SEASON                                                                                       |
| ゲイリー・ムーア                                       | 第970回  | 1987年7月15日  | Over The Hills And Far Away （望郷の果て）                                                       |
| アリソン・モイエ                                       | 第971回  | 1987年7月22日  | Weak In The Preasence of Beauty                                                                  |
| スウィング・アウト・シスター                           | 第971回  | 1987年7月22日  | Breakout                                                                                         |
| シンプリー・レッド                                     | 第972回  | 1987年7月29日  | The Light Thing（ライトシング）                                                                  |
| 光GENJI                                                | 第972回  | 1987年7月29日  | STAR LIGHT                                                                                       |
| 坂本冬美                                               | 第972回  | 1987年7月29日  | あばれ太鼓                                                                                       |
| C'MONS                                                 | 第972回  | 1987年7月29日  | BLUESY                                                                                           |
| クリス・レア                                           | 第973回  | 1987年8月5日   | On The Beach                                                                                     |
| ザ・プリテンダーズ                                     | 第974回  | 1987年8月12日  | Don't Get Me Wrong                                                                               |
| シンデレラ                                             | 第974回  | 1987年8月12日  | Somebody Save Me                                                                                 |
| デッド・オア・アライヴ                                 | 第975回  | 1987年8月19日  | Something In My House                                                                            |
| リビング・イン・ア・ボックス                           | 第976回  | 1987年8月26日  | Living In A Box                                                                                  |
| 久保田利伸                                             | 第976回  | 1987年8月26日  | TIMEシャワーに射たれて…                                                                          |
| 石野陽子                                               | 第976回  | 1987年8月26日  | 失われた夏                                                                                       |
| ローラ・ブラニガン                                     | 第977回  | 1987年9月2日   | Shattered Glass（シャタード・グラス）                                                            |
| 小堺一機                                               | 第977回  | 1987年9月2日   | ムーンライト・シィンキング                                                                       |
| 清水宏次朗                                             | 第977回  | 1987年9月2日   | Summer of 1985                                                                                   |
| 立花理佐                                               | 第977回  | 1987年9月2日   | 大人はわかってくれない                                                                           |
| スザンヌ・ヴェガ                                       | 第978回  | 1987年9月9日   | LUKA                                                                                             |
| 岩城憲&Tears Project                                   | 第978回  | 1987年9月9日   | NON-STOP PASSION                                                                                 |
| 島田奈美                                               | 第978回  | 1987年9月9日   | パステル・ブルーのためいき                                                                       |
| 武山あきよ                                             | 第978回  | 1987年9月9日   | 白鳥の歌は聞こえますか                                                                           |
| 徳永英明                                               | 第979回  | 1987年9月16日  | 輝きながら…                                                                                      |
| 酒井法子                                               | 第979回  | 1987年9月16日  | ノ・レ・な・いTeen-age                                                                           |
| リチャード・マークス                                   | 第980回  | 1987年9月23日  | Don't Mean Nothing                                                                               |
| 高井麻巳子                                             | 第980回  | 1987年9月23日  | う・そ・つ・き                                                                                   |
| 沢向要士                                               | 第980回  | 1987年9月30日  | WAY                                                                                              |
| BARBEE BOYS                                            | 第982回  | 1987年10月7日  | 泣いたままでListen to me                                                                         |
| 米米CLUB                                               | 第983回  | 1987年10月14日 | sure danse                                                                                       |
| 風間三姉妹 （浅香唯・大西結花・中村由真）              | 第983回  | 1987年10月14日 | Remember                                                                                         |
| モトリー・クルー                                       | 第984回  | 1987年10月21日 | Wild Side                                                                                        |
| ロス・ロボス                                           | 第985回  | 1987年10月28日 | LA BAMBA（ラ・バンバ）                                                                           |
| 伊藤美紀                                               | 第985回  | 1987年10月28日 | UBU                                                                                              |
| ビージーズ                                             | 第986回  | 1987年11月4日  | You Win Again                                                                                    |
| スターライト・エクスプレス                             | 第986回  | 1987年11月4日  | ロッタ・ロコモーション                                                                           |
| 桑田佳祐                                               | 第987回  | 1987年11月11日 | 悲しい気持ち (JUST A MAN IN LOVE)                                                                |
| ポール・マッカートニー                                 | 第988回  | 1987年11月18日 | Once Upon A Long Ago                                                                             |
| 甲斐よしひろ                                           | 第988回  | 1987年11月18日 | レイン                                                                                           |
| シャニース・ウィルソン                                 | 第989回  | 1987年11月25日 | Can You Dance                                                                                    |
| RED WARRIORS                                           | 第989回  | 1987年11月25日 | Casino Drive                                                                                     |
| ゆうゆ（岩井由紀子）                                   | 第989回  | 1987年11月25日 | -3℃                                                                                              |
| 渡辺謙                                                 | 第990回  | 1987年12月2日  | 消えたモナリザ                                                                                   |
| ドナ・サマー                                           | 第991回  | 1987年12月9日  | Dinner With Gershwin                                                                             |
| 森川由加里                                             | 第991回  | 1987年12月9日  | SHOW ME                                                                                          |
| エルトン・ジョン                                       | 第992回  | 1987年12月16日 | Your Song（君の歌は僕の歌） Candle In The Wind （風の中の火のように<孤独な歌手,ノーマ・ジーン>） |
| 白鳥英美子                                             | 第993回  | 1987年12月23日 | アメイジング・グレイス                                                                           |
| THE BLUE HEARTS                                        | 第994回  | 1987年12月30日 | リンダリンダ                                                                                     |
| AMAZONS                                                | 第994回  | 1987年12月30日 | It's BAD（田原俊彦・久保田利伸とのジョイント）                                                   |
| ザ・クロス                                             | 第995回  | 1988年1月6日   | Cowboy And Indians                                                                               |
| 京本政樹                                               | 第995回  | 1988年1月6日   | 風のセーラ                                                                                       |
| プリンセス・プリンセス                                 | 第995回  | 1988年1月6日   | MY WILL                                                                                          |
| ペプシ&シャーリー                                      | 第996回  | 1988年1月13日  | Hearteche（ハートエイク）                                                                        |
| 少年忍者                                               | 第996回  | 1988年1月13日  | KAMIKAZE                                                                                         |
| 工藤静香                                               | 第997回  | 1988年1月20日  | Again                                                                                            |
| 小原礼                                                 | 第998回  | 1988年1月27日  | STILL RUNNING（加藤和彦らとのジョイント）                                                        |
| 宮原学                                                 | 第998回  | 1988年1月27日  | WITHOUT YOU                                                                                      |
| バナナラマ                                             | 第999回  | 1988年2月3日   | Love in The First Degree（第一級恋愛罪）                                                         |

## 古舘伊知郎・柴俊夫→古舘伊知郎・加賀まりこ時代（1988,2 - 1990,10）
| 歌手名                                              | 初登場回 | 放送日         | 初登場時曲目                                                              |
| --------------------------------------------------- | -------- | -------------- | ------------------------------------------------------------------------- |
| モーリス・デイ                                      | 第1002回 | 1988年2月24日  | Fishnet（フィッシュネット）                                               |
| ラ・ムー                                            | 第1002回 | 1988年2月24日  | 愛は心の仕事です                                                          |
| エリサ                                              | 第1003回 | 1988年3月2日   | How Can I Forget You?（恋するエリサ）                                     |
| うしろ髪ひかれ隊                                    | 第1003回 | 1988年3月2日   | ほらね、春が来た                                                          |
| ブライアン・フェリー                                | 第1004回 | 1988年3月9日   | Kiss And Tell                                                             |
| リチャード・カーペンター                            | 第1005回 | 1988年3月16日  | Top of the World、ほか（小林明子とのジョイント）                          |
| イエス                                              | 第1005回 | 1988年3月16日  | Rhythm of Love                                                            |
| ANA                                                 | 第1006回 | 1988年3月23日  | Shy Boys                                                                  |
| デフ・レパード                                      | 第1007回 | 1988年3月30日  | Hysteria                                                                  |
| BLACK                                               | 第1008回 | 1988年4月6日   | I'm Not Afraid                                                            |
| THE JETS                                            | 第1009回 | 1988年4月13日  | Rock It To You                                                            |
| スタイル・カウンシル                                | 第1010回 | 1988年4月20日  | Life At A Top Peoples Health                                              |
| 泉谷しげる                                          | 第1010回 | 1988年4月20日  | 長い友との始まりに                                                        |
| 三上博史                                            | 第1010回 | 1988年4月20日  | POISONER                                                                  |
| ジョージ・ベンソン&アール・クルー                   | 第1012回 | 1988年5月4日   | Since You're Gone                                                         |
| 高橋良明                                            | 第1012回 | 1988年5月4日   | 恋の3・2・1                                                               |
| ブロス                                              | 第1013回 | 1988年5月11日  | Famous（フェイマス）                                                      |
| ミン・ヘイギョン                                    | 第1013回 | 1988年5月11日  | 別離                                                                      |
| 吉田真里子                                          | 第1016回 | 1988年6月1日   | とまどい                                                                  |
| シャーデー                                          | 第1017回 | 1988年6月8日   | Love Is Stronger Than Pride                                               |
| 生稲晃子                                            | 第1017回 | 1988年6月8日   | 麦わらでダンス                                                            |
| ブルー・メルセデス                                  | 第1018回 | 1988年6月15日  | Property（プロパティ）                                                    |
| THE STREET SLIDERS                                  | 第1018回 | 1988年6月15日  | Boys Jump The Midnight                                                    |
| 小沢なつき                                          | 第1018回 | 1988年6月15日  | きれい?                                                                   |
| メリサ・モーガン                                    | 第1019回 | 1988年6月22日  | Do Me Baby（渡辺貞夫とのジョイント）                                      |
| 尾崎豊                                              | 第1019回 | 1988年6月22日  | 太陽の破片                                                                |
| ベリンダ・カーライル                                | 第1020回 | 1988年6月29日  | Heaven Is A Please On Earth                                               |
| 仲村知夏                                            | 第1020回 | 1988年6月29日  | 太陽のあいつ                                                              |
| フォリナー                                          | 第1021回 | 1988年7月6日   | Say You Will                                                              |
| デビー・ギブソン                                    | 第1022回 | 1988年7月13日  | Foolish Beat                                                              |
| 大江千里                                            | 第1023回 | 1988年7月20日  | GLORY DAYS                                                                |
| クライミー・フィッシャー                            | 第1024回 | 1988年7月27日  | The Stardust Memory                                                       |
| 西川弘志                                            | 第1024回 | 1988年7月27日  | エデンの夏                                                                |
| クリスチャンズ                                      | 第1025回 | 1988年8月3日   | Born Again                                                                |
| 渚のオールスターズ （TUBE・織田哲郎・亜蘭知子ほか） | 第1025回 | 1988年8月3日   | Be My Venus                                                               |
| 本田理沙                                            | 第1025回 | 1988年8月3日   | Lesson2                                                                   |
| 永井真理子                                          | 第1026回 | 1988年8月10日  | ロンリィザウルス                                                          |
| 飛鳥涼（ASKA）                                      | 第1027回 | 1988年8月17日  | MIDNIGHT 2 CALL                                                           |
| 錦織一清                                            | 第1027回 | 1988年8月17日  | THIS IS THE LIFE（尾藤イサオとのジョイント）                              |
| 尾藤イサオ                                          | 第1027回 | 1988年8月17日  | THIS IS THE LIFE（錦織一清とのジョイント）                                |
| 相川恵里                                            | 第1027回 | 1988年8月17日  | ABコンプレックス                                                          |
| 花のあすか組 （小高恵美・石田ひかり・小沢なつき）   | 第1028回 | 1988年8月24日  | 悲しげだね                                                                |
| 所ジョージ                                          | 第1030回 | 1988年9月7日   | 故郷                                                                      |
| 秋吉久美子                                          | 第1031回 | 1988年9月14日  | リオリタ・・・いとしのリタ                                                |
| 東山紀之                                            | 第1031回 | 1988年9月14日  | What's your name?（少年忍者とのジョイント）                               |
| 桂銀淑（ケー・ウンスク）                            | 第1031回 | 1988年9月14日  | 夢おんな                                                                  |
| 粟国安彦                                            | 第1032回 | 1988年9月21日  | （近藤真彦の客演）                                                        |
| 志村けん&だいじょうぶだぁファミリー                 | 第1036回 | 1988年10月19日 | ウンジャラゲ                                                              |
| バブルガム・ブラザーズ                              | 第1037回 | 1988年10月26日 | I Wanna Go On With You Like That                                          |
| カイリー・ミノーグ                                  | 第1038回 | 1988年11月2日  | The Loco-Motion                                                           |
| 松山千春                                            | 第1038回 | 1988年11月2日  | 炎 長い夜 恋                                                              |
| CHA-CHA                                             | 第1038回 | 1988年11月2日  | Beginning                                                                 |
| 五月みどり                                          | 第1039回 | 1988年11月9日  | 幸福芝居                                                                  |
| 加藤真由子                                          | 第1039回 | 1988年11月9日  | 汽車メドレー（朝丘雪路・津川雅彦と出演）                                  |
| 近藤等則                                            | 第1046回 | 1988年12月28日 | （田原俊彦の客演）                                                        |
| 大和さくら                                          | 第1047回 | 1989年1月11日  | 王将一代 小春しぐれ                                                       |
| ジャイアント・ステップス                            | 第1048回 | 1989年1月18日  | Into You                                                                  |
| 藤井尚之                                            | 第1050回 | 1989年2月1日   | クローム・メタリック                                                      |
| 中山忍                                              | 第1050回 | 1989年2月1日   | 涙、止まれ!                                                               |
| リック・アストリー                                  | 第1051回 | 1989年2月8日   | Take Me To Your Hear                                                      |
| 香西かおり                                          | 第1053回 | 1989年2月22日  | 雨酒場                                                                    |
| サディスティック・ミカ・バンド                      | 第1054回 | 1989年3月1日   | Boys & Girls                                                              |
| COME ON BABY                                        | 第1054回 | 1989年3月1日   | 愛してる                                                                  |
| ビーチ・ボーイズ                                    | 第1055回 | 1989年3月8日   | California Girls（カリフォルニア・ガールズ）                              |
| 村井麻里子                                          | 第1055回 | 1989年3月8日   | どうしようもなく恋愛                                                      |
| エンヤ                                              | 第1056回 | 1989年3月15日  | Orinoco Flow（オリノコ・フロウ）                                          |
| 磯部恭子                                            | 第1056回 | 1989年3月15日  | 不純?                                                                     |
| ポーラ・アブドゥル                                  | 第1059回 | 1989年4月5日   | Straight Up                                                               |
| 坂上香織                                            | 第1061回 | 1989年4月19日  | プラトニックつらぬいて                                                    |
| GO-BANG'S                                           | 第1069回 | 1989年6月14日  | スペシャル・ボーイフレンド                                                |
| ジプシー・キングス                                  | 第1071回 | 1989年6月28日  | バンボレオ                                                                |
| Wink                                                | 第1071回 | 1989年6月28日  | 淋しい熱帯魚                                                              |
| パティ・オースティン                                | 第1072回 | 1989年7月5日   | Only In My Mind（渡辺貞夫とのジョイント）                                 |
| マルティカ                                          | 第1072回 | 1989年7月5日   | More Than You Know（ときめきヴァージン・ラヴ）                            |
| エクスポゼ                                          | 第1073回 | 1989年7月12日  | What You Don't Know（恋のダンス・パラダイス）                             |
| 井上昌己                                            | 第1073回 | 1989年7月12日  | メリー・ローランの島                                                      |
| 玉置浩二                                            | 第1075回 | 1989年7月26日  | I'm Dandy                                                                 |
| ユニコーン                                          | 第1075回 | 1989年7月26日  | 大迷惑                                                                    |
| 佐田玲子                                            | 第1076回 | 1989年8月2日   | あなたを愛したいくつかの理由 （さだまさしとのデュエット）                 |
| B.B.B.                                              | 第1077回 | 1989年8月9日   | グルーヴィー                                                              |
| 佐野量子                                            | 第1077回 | 1989年8月9日   | あくび                                                                    |
| ZIGGY                                               | 第1078回 | 1989年8月16日  | GLORIA                                                                    |
| クール&ザ・ギャング                                 | 第1079回 | 1989年8月23日  | Raindrops                                                                 |
| DREAMS COME TRUE                                    | 第1079回 | 1989年8月23日  | うれしはずかし朝帰り                                                      |
| 田中美奈子                                          | 第1079回 | 1989年8月23日  | 涙の太陽                                                                  |
| 国実百合                                            | 第1080回 | 1989年8月30日  | きっと…                                                                   |
| マルシア                                            | 第1081回 | 1989年9月6日   | ふりむけばヨコハマ                                                        |
| レピッシュ                                          | 第1081回 | 1989年9月6日   | CONTROL                                                                   |
| ジョディ・ワトリー                                  | 第1082回 | 1989年9月13日  | Everything                                                                |
| X                                                   | 第1082回 | 1989年9月13日  | 紅（くれない）                                                            |
| CoCo                                                | 第1082回 | 1989年9月13日  | EQUALロマンス                                                             |
| 田村英里子                                          | 第1082回 | 1989年9月13日  | 真剣（ほんき）                                                            |
| 服部克久                                            | 第1083回 | 1989年9月20日  | 鯨のボレロ                                                                |
| 宮沢りえ                                            | 第1083回 | 1989年9月20日  | DREAM RUSH                                                                |
| 菅原文太                                            | 第1089回 | 1989年11月15日 | 港の男唄                                                                  |
| THE MAN&WOMAN （岩城滉一・石富由美子）              | 第1090回 | 1989年11月22日 | TABOO                                                                     |
| 東京スカパラダイスオーケストラ                      | 第1095回 | 1989年12月27日 | 今をいじめて泣かないで 真赤な太陽 （小泉今日子とのジョイント） ペトラーズ |
| 小室哲哉                                            | 第1096回 | 1990年1月10日  | I WANT YOU BACK                                                           |
| MULTI MAX                                           | 第1099回 | 1990年1月31日  | MULTI MAXのテーマ                                                         |
| ロンドン娘                                          | 第1103回 | 1990年2月28日  | ハリーアップ・トレイン                                                    |
| B'z                                                 | 第1104回 | 1990年3月7日   | LADY-GO-ROUND                                                             |
| LINDBERG                                            | 第1104回 | 1990年3月7日   | 今すぐKiss Me                                                             |
| 高野寛                                              | 第1105回 | 1990年3月14日  | 虹の都へ                                                                  |
| 岡林信康                                            | 第1108回 | 1990年4月18日  | 君に捧げるLove Song                                                       |
| COMPLEX （吉川晃司・布袋寅泰）                      | 第1110回 | 1990年5月2日   | 1990 MAJESTY BABY                                                         |
| 西田ひかる                                          | 第1110回 | 1990年5月2日   | プンプンプン                                                              |
| フリッパーズ・ギター                                | 第1111回 | 1990年5月9日   | Young, Alive, in Love 恋とマシンガン                                      |
| 桐島かれん                                          | 第1112回 | 1990年5月16日  | TRAVELLIN' GIRL                                                           |
| COBRA                                               | 第1113回 | 1990年5月23日  | OiOiOi                                                                    |
| コロッケ                                            | 第1114回 | 1990年5月30日  | Just A Lonely Woman（木根尚登とのジョイント）                             |
| NORMA JEAN                                          | 第1114回 | 1990年5月30日  | GET A CHANCE!                                                             |
| 杉本彩                                              | 第1115回 | 1990年6月6日   | うさぎ                                                                    |
| JITTERIN'JINN                                       | 第1116回 | 1990年6月13日  | にちようび                                                                |
| 吉田栄作                                            | 第1118回 | 1990年6月27日  | 心の旅                                                                    |
| たま                                                | 第1119回 | 1990年7月4日   | 方向音痴 さよなら人類                                                     |
| やまだかつてないWink （山田邦子・横山知枝）         | 第1123回 | 1990年8月1日   | “T”intersection 〜あなたに戻れない〜                                      |
| ribbon                                              | 第1123回 | 1990年8月1日   | あのコによろしく                                                          |
| PINK SAPPHIRE                                       | 第1126回 | 1990年8月22日  | P.S. I LOVE YOU                                                           |
| B.B.クィーンズ                                      | 第1127回 | 1990年8月29日  | おどるポンポコリン ゆめいっぱい                                           |